# Русский стиль
Ру́сский стиль — историко-культурный и идеологический феномен русского искусства периода Российской империи, являвшийся стремлением просвещённого русского общества отыскать художественные формы национальной и народной идентичности после реформ Петра I. Отличительной чертой русского стиля являлось использование (возрождение) традиций древнерусского искусства IX—XVII веков и русского народного искусства (крестьянского и городского).
Русский стиль, понимаемый в широком смысле как возрождение национальности в искусстве, не являлся однородным и имел различные направления и этапы развития. Феномен зародился в контексте архитектуры русского барокко середины XVIII века. Попытки обращения к традициям древнерусского искусства продолжились в эпоху русского классицизма и романтизма конца XVIII — начала XIX веков, но прерывались, не находя достаточной общественной, философской и государственной поддержки.
Наиболее полно русский стиль проявился с 1830-х годов, как интерстилевое явление, развивавшееся последовательно как направление историзма (или эклектики), русского модерна, ретроспективизма. Выделяют три основных этапа внутреннего развития русского стиля данного периода: русско-византийский (1830—1850-е годы), непосредственно русский (вторая половина XIX века) и неорусский (конец XIX — начало XX века). Распространение стиля достигло апогея во второй половине XIX века и продолжалось до Октябрьской революции 1917 года, прервавшей естественное развитие этого процесса.
Русский стиль зародился в архитектуре, но постепенно охватывал разные виды искусств и расширял сферу бытования. Во второй половине XIX века он приобрёл массовый характер в архитектуре и декоративно-прикладных искусствах (мебель, осветительная арматура, декоративная и орнаментальная роспись и лепнина, различные произведения малой архитектуры), а в конце XIX — начале XX века охватил и изобразительные искусства — религиозную (иконопись и роспись храмов), станковую и монументально-декоративную живопись, графику, отчасти скульптуру.
История развития русского стиля была неразрывно связана с изучением памятников древнерусской материальной культуры, собиранием фольклора, коллекционированием изделий народных кустарных промыслов, патронажем многочисленных школ ремесленного и народного искусства, модой.

## Терминология

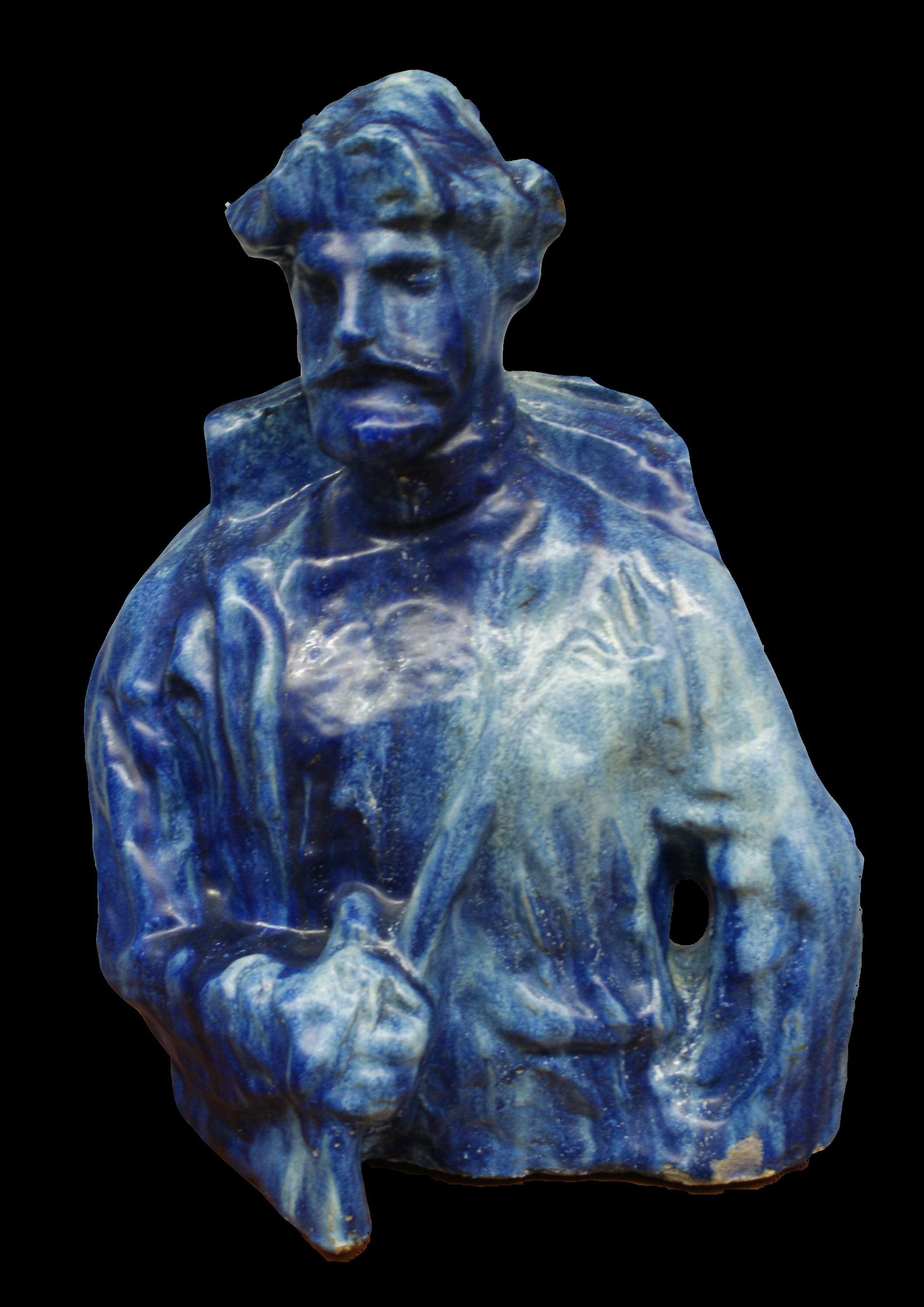
Русский стиль требовал соответствующего наполнения интерьеров. «Садко» Врубеля — выдающийся пример майоликовой скульптуры, сочетающей русские мотивы и художественные поиски модерна.

Термины, обозначающие направление в русской архитектуре второй половины XIX — начала XX веков, связанные с поиском самобытного национального стиля, до сих пор неточны, а отдельные явления, существовавшие в рамках этого направления, не дифференцированы.
Е. И. Кириченко, объясняя семантические границы термина «русский стиль», отмечала, что его употребление вариативно:
- Понятие «русский стиль» не равно понятию «русское искусство». Русский стиль — более узкое понятие, под которым подразумевают конкретно-историческое явление Нового времени, вызванное потребностью выражения национального самосознания, когда европейское искусство приобрело интернациональный характер.
- «Русский стиль» в широком смысле рассматривается как «национальное направление» в русском искусстве Нового времени, сознательно сформулированное и осознанное в качестве самостоятельной задачи художественное движение, направленное на выявление самобытности русского искусства. В таком случае имеются в виду художественные поиски такого рода в период от русского барокко середины XVIII века вплоть до 1917 года.
- Говоря о русском стиле зачастую имеют в виду одно из направлений в искусстве периода романтизма и историзма, основанных на традициях соответствующих их названиям эпох (неоготика, неоренессанс, необарокко и так далее). В термине «русский стиль» слово «стиль» употребляется в суженном смысле и не соответствует более общему понятию «стиль» в искусствознании. В немецком языке такие направления обозначаются понятиями Heimatstil или Heimatkunst; в английском — термином Revival. В данном случае термином «русский стиль» обозначают направление или творчество художников XIX — начала XX века, основанное на использовании традиций русского национального искусства.
- «Русский стиль» в историческом смысле — одно из наименований, возникавших для обозначений попыток выразить национальное своеобразие в русском искусстве. Сам термин появился только в середине XIX века для обозначения поиска самобытности в искусстве именно этого времени. Таким образом, в узком смысле термин может обозначать одно из течений «русского стиля» (как направления историзма) второй половины XIX века.

Псевдорусский стиль — устаревшее название русского стиля, содержащее выраженное негативное отношение к нему.
Также термин «Псевдорусский стиль» использовался Владимиром Курбатовым для обозначения ранних попыток создания русского национального стиля в архитектуре (работ Тона, Богомолова, Ропета, Гартмана и других) и противопоставления их неорусскому стилю, по-настоящему соответствующему, по его мнению, принципам русского зодчества.
Появившееся в начале XIX века наименование «русско-византийский стиль», которое чаще сокращалось современниками до «византийского стиля», обозначало такие различные образцы национально ориентированной архитектуры, как «тоновская архитектура» (по К. А. Тону), не имеющая ничего общего с византийскими прототипами, и, например, сооружения, подражающие образцам кавказской и балканской архитектуры. Появившийся во второй половине XIX века термин «русский стиль» объединял ещё более разнородные явления — от небольших придворных загородных сооружений 1830-х годов в «пейзанском стиле», идеализирующем быт крестьянства, до массовых деревянных парковых построек и выставочных павильонов 1870-х годов, а также крупных общественных зданий 1880-х годов.
При рассмотрении русского стиля как направления эклектики или историзма, большинство исследователей выделяют его внутреннюю эволюцию в сторону более научного подхода к дифференциации исторических форм, вызванного накоплением знаний о русской средневековой архитектуре. В таком случае русский стиль делят на периоды, отвечающие делению эклектики на раннюю и позднюю, которым соответствуют «русско-византийская» (1830—1850-е годы) и непосредственно «русская» (1860—1890-е годы) фазы русского стиля.

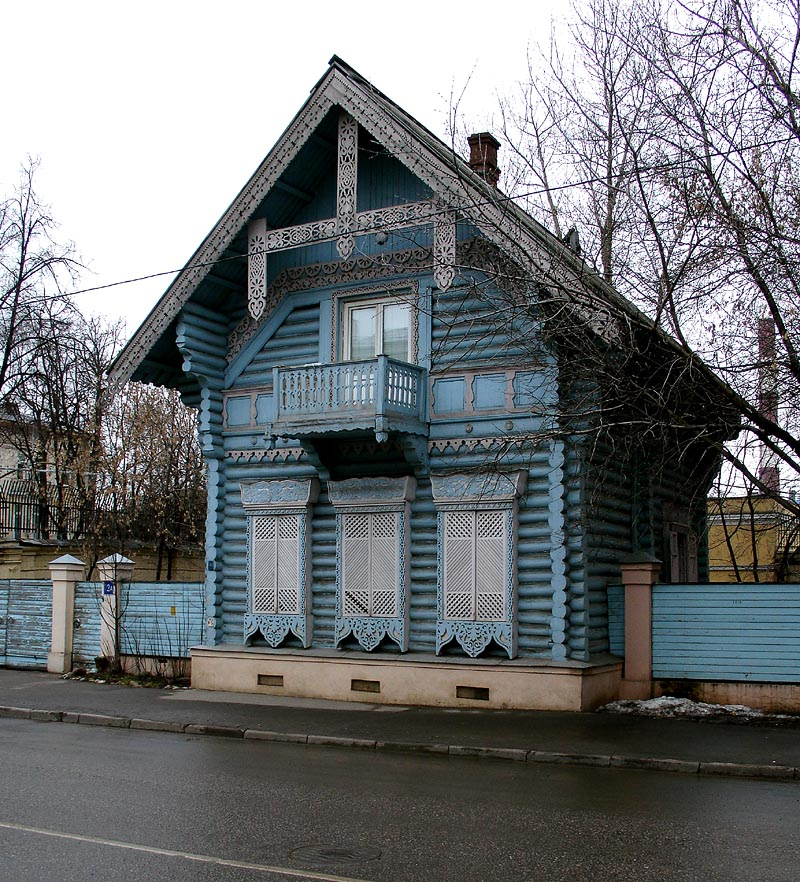
Погодинская изба в Москве

Вопрос о генезисе «неорусского стиля» (другое название — новорусский) является спорным. А. В. Иконников и ряд других авторов рассматривают неорусский стиль как «направление», «вариант» или «национально-романтическую ветвь» модерна. По мнению Д. В. Сарабьянова, неорусский стиль существовал как вариант внутри модерна, хотя и делал попытки обрести самостоятельность.
М. В. Нащокина и Е. А. Борисова считают, что неорусский стиль и модерн отождествлять нельзя. Т. А. Славина относит неорусский стиль в архитектуре к направлениям, которое современное архитектуроведение объединяет понятием ретроспективизм.
Е. И. Кириченко писала, что неорусский стиль, зародившись как направление модерна, в течение 1880—1910-х годов претерпел внутреннее перерождение — превратившись из национально-романтического варианта модерна в своего антипода — «русский национальный вариант ретроспективизма». Кириченко разграничивает неорусский стиль, как направление модерна, и русский стиль, как одно из архитектурных течений эклектики, на уровне различий трактовки архитекторами образцов отечественной архитектуры и применяемых ими методов формообразования:

Стилизация характерна для модерна в отличие от эклектики, для которой типично стилизаторство.<…> Стилизаторство основывается на визуально достоверном (реалистичном) воссоздании наследия прошлого. <…> …предусматривает возможность использования любых форм архитектуры прошлого в любых сочетаниях. В стилизации отношение к образцу иное. Художников интересует общее, характер взаимосвязи элементов и форм, целое, а не деталь, частность. Общие особенности и узнаваемость образца сохраняются. Однако сами образцы при воссоздании трансформируются в согласии с новыми вкусами. <…> Совершается это без всякого стремления к исторической достоверности и точности воспроизведения источников.

Д. В. Сарабьянов считает, что исследователи архитектуры справедливо разделяют русский и неорусский стили: «Действительно, граница между ними — это линия, разделяющая эклектику и модерн».
В. Г. Власов вслед за В. Г. Лисовским выделяет в «национальном стиле» три основных этапа развития: русско-византийский стиль 1830-х годов, «русский стиль» середины XIX века (включая «второй тоновский», или «шатровый», стиль) и неорусский стиль периода модерна. «Русский стиль» отличается от других этапов вниманием к древнерусским памятникам XVII века, в основном Москвы и Ярославля, и крестьянской деревянной архитектуре, хотя интерес к последней возник ещё в самом начале XIX столетия. Инициаторами «русского стиля» были А. Н. Оленин, князь Г. Г. Гагарин, И. Е. Забелин, Ф. Г. Солнцев, сам император Николай I и многие другие деятели русской культуры.

## Архитектурные элементы

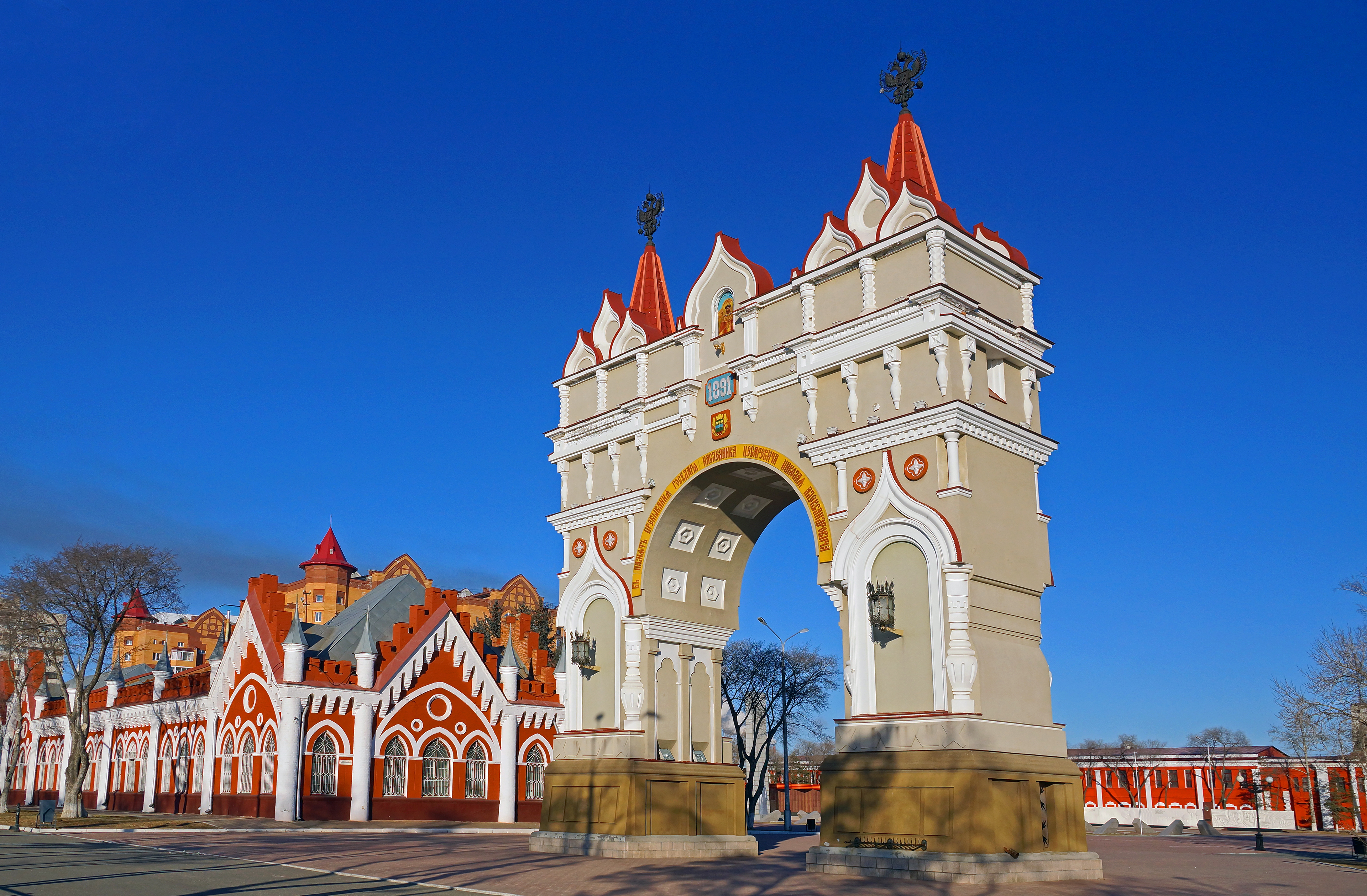
Триумфальная арка в Благовещенске (1891): русский стиль как дополнение классицизма национальными декоративными элементами (шатры, кокошники, тяги)

Споры об обозначении русского стиля во многом были связаны его сочетанием с уже существующими архитектурными стилями (классицизм, эклектика, модерн), которым придавались некоторые декоративные элементы в духе древнерусского деревянного зодчества. В русском стиле сохранялись привычные архитектурные детали, такие как антаблемент, архитрав, фриз, машикули, картуш, маскарон, пилястры, аттик. Однако характерными чертами русского стиля стали «килевидные арки», «восьмигранные шатры» с «луковкой» на тонкой «шейке» наверху и кокошниками в основании. Привычной была конструкция восьмерик на четверике. Фасады отличала «полихромия и обилие декора», включающие многочисленные ширинки, колонки «кубышками», «тяги» и «сухарики». Окна, как правило, украшались наличниками. Карнизы и кровля дополнялись подзорами. Иногда здания в русском стиле дополнялись наземными галереями — гульбищами. Характерным цветом русского стиля был красный кирпич и белая известь. Также среди элементов русского стиля называются лемехи, бочки, причелины и гирьки.

## Этапы развития

### 1770—1810-е годы. Национальные мотивы «московской готики»

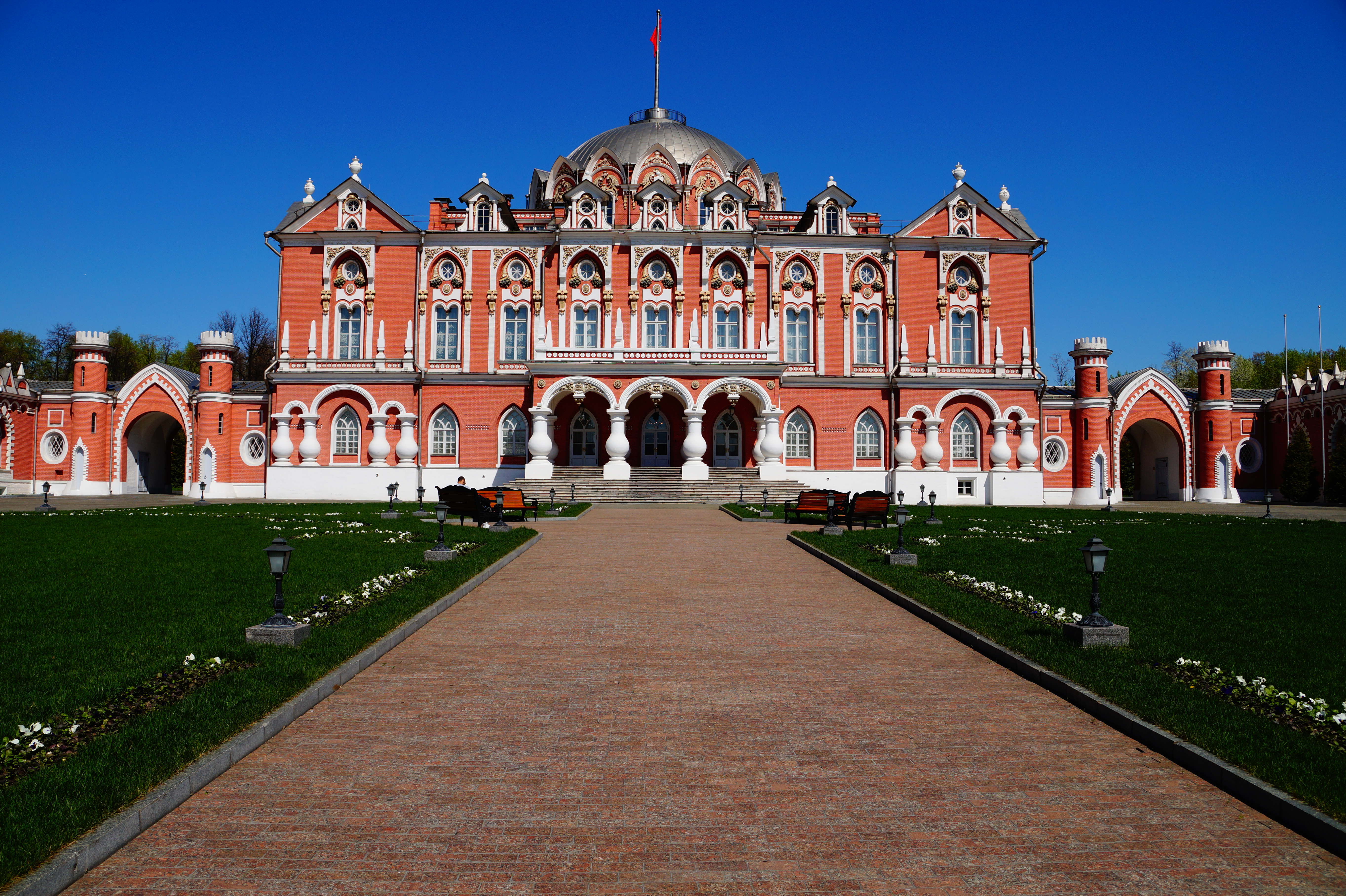
Петровский путевой дворец

Во второй половине XVIII столетия сформировалось предромантическое направление в русской архитектуре, связанное с эстетикой сентиментализма. Основой направления была стилизация европейского Средневековья или восточной экзотической архитектуры. Особую трактовку романтическая тема получила в возводившихся в Москве и центральных областях России произведениях Василия Баженова, Матвея Козакова и их последователей. Явное отличие этих построек от санкт-петербургских неоготических зданий было отмечено уже в исследованиях 1920—1930-х годов и тогда же было обозначено термином национальный романтизм, подчёркивавшим специфику московского варианта русской неоготики.
Направление московского национального романтизма было основано Баженовым и Казаковым, заложившими во второй половине XVIII века основы архитектурного образования в Москве. В 1768 году по инициативе Баженова была организована архитекторская школа при Экспедиции кремлёвского строения. Сохранившиеся тексты зодчего свидетельствовали, что он сам под «готикой» понимал некую «мыслительную абстракцию», эстетическую идею. В «Слове на заложение Кремлёвского дворца…» Баженов относил к «готике» не только памятники итальянского и французского Средневековья, но и русские постройки XVI—XVII века: кремлёвские терема, церковь Покрова на Рву; произведения нарышкинского стиля: колокольню Новодевичьего монастыря, церковь Успения на Покровке.
В работах Баженова 1770-х годов впервые были использованы русские национальные мотивы. Первым примером стал проект архитектурного оформления гробниц митрополитов Петра, Ионы и Филарета в Успенском соборе Московского кремля (1773). В 1775 году архитектор занимался оформлением павильонов на Ходынском поле в честь праздника по случаю окончания Русско-турецкой войны 1768—1774 годов, в которых использовались мотивы древнерусского зодчества. Помогавший Баженову Казаков в том же году получил заказ на постройку путевого Петровского дворца (1775—1782), сочетавшему в своей архитектуре классицистическую планировку и декоративные мотивы, отсылавшие к древнерусскому зодчеству (кувшинообразные колонки, висячие гирьки, зубцы типа «ласточкин хвост»).

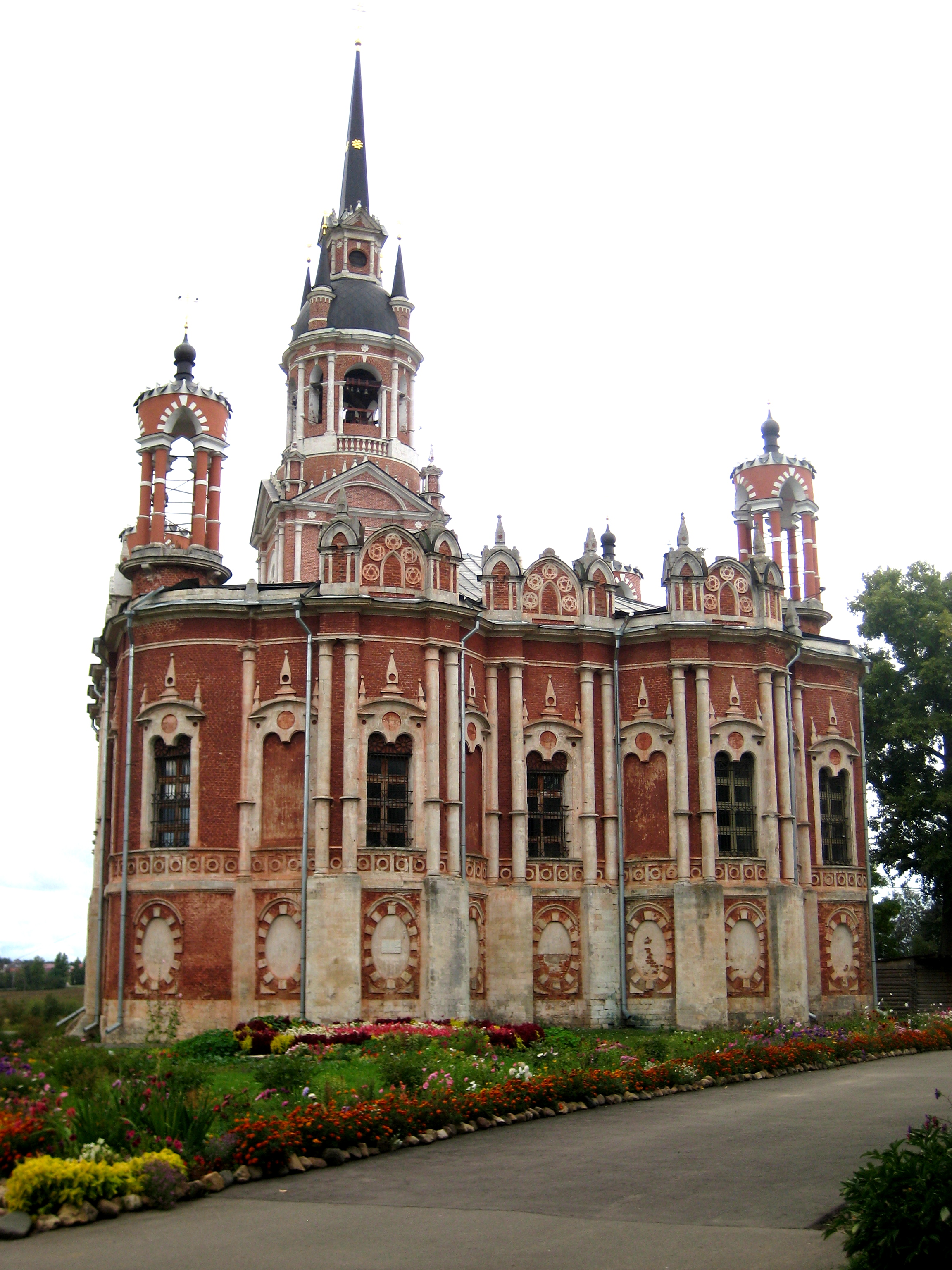
Никольский собор в Можайске — один из самых выдающихся памятников национального романтизма

В последующие годы архитекторы продолжили практику проектирования, в которой сочетались европейские средневековые и древнерусские мотивы: ансамбль усадьбы Царицыно (1777—1793, не был достроен), Владимирская церковь в Быкове (1782—1789). В перечень романтических памятников с национальными мотивами относят также ряд сооружений вне Москвы: ограды подмосковных монастырей — Старо-Голутвина, Брусенского и Бобренева в Коломне, Спасо-Яковлевского в Ростове; несколько усадебных ансамблей — усадьба Красное под Рязанью, усадьба Грабцево под Калугой. На рубеже столетий начал формироваться комплекс Преображенского кладбища в Москве.
В 1801 году на основе Казаковской школы было основано архитектурное училище Экспедиции кремлёвского строения. Сам Казаков уже не принимал участия в деятельности училища, которое последовательно возглавляли его ученики — Родион Казаков, Иван Еготов и Алексей Бакарев. В учебном заведении больше внимания уделялось теоретической подготовке, так как в начале XIX века изменился характер деятельности Экспедиции, которая больше не вела масштабных строительных работ, подобных сооружению Кремлёвского дворца, а занялась ремонтом и перестройкой находившихся в её ведении зданий, среди которых значилось много памятников древнерусского зодчества. Большинство построек архитекторов Экспедиции было выполнено в стилистике национального романтизма, что было обусловлено желанием добиться стилевого соответствия новых построек древнерусским памятникам и сложившимся историческим ансамблям центра Москвы.
Таким образом, работа в Экспедиции требовала наличия у архитекторов хотя бы поверхностного знания древнерусского зодчества. При училище был организован особый орган — Чертёжная, где рассматривались все проекты и сметы. Помимо этого, Чертёжная выполняла функции архива, библиотеки и методического кабинета училища. Помимо чертежей и рисунков выдающихся произведений классической архитектуры, в Чертёжной собирались изображения памятников древнерусского зодчества.

### 1800—1850-е годы. Художественная археология

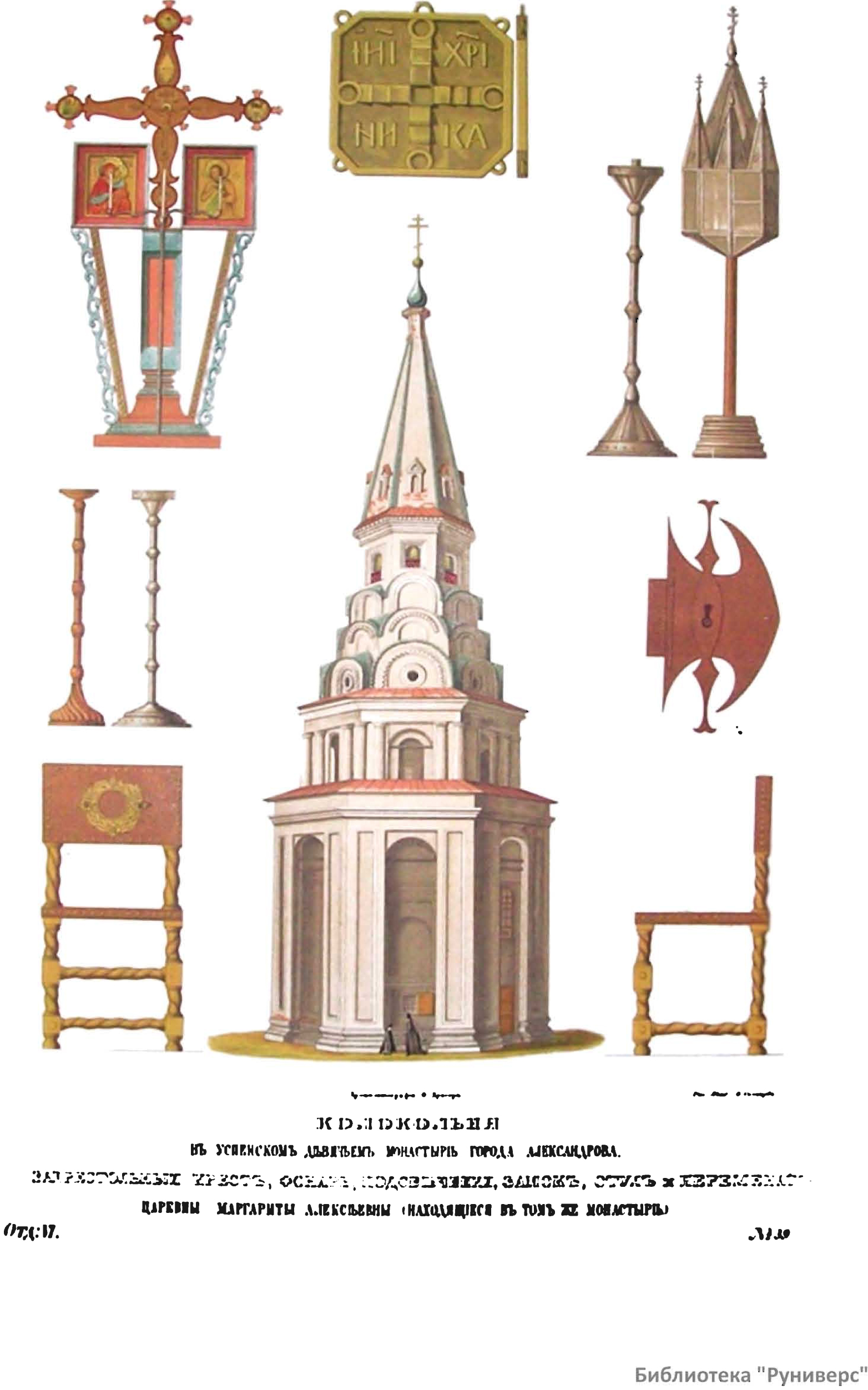
Зарисовка колокольни Успенского девичьего монастыря города Александрова. «Древности Российского государства»

На рубеже XVIII—XIX века деятели русской культуры впервые предприняли попытки профессионально разобраться в различиях русского и западноевропейского искусства эпохи Средневековья. Характерной в этом отношении стала экспедиция 1809—1811 годов, организованная Алексеем Олениным, с целью «открытия и описания древних достопамятностей». Систематический характер данные изыскания приняли не сразу, прерванные Отечественной войной 1812 года. С другой стороны, Отечественная война дала толчок к росту патриотических настроений в обществе, что сказалось на изучении исторических памятников и развитии искусства. Возникла «живопись народных сцен» (см. школа Венецианова), в литературе — обращение к фольклору и народному языку. В 1820—30-е годы ознакомлением публики с «историческими достопамятностями» занимался журнал «Отечественные записки».
В 1800-х годах Оленин опубликовал ряд работ, связанных с русской палеографией и историей: «О Липицком сражении и шлеме Александра Невского», «О персидском старинном перстне, найденном в Торжке», «Заметку о месте погребения князя Дмитрия Пожарского» и другие. Все статьи учёного сопровождались иллюстрациями или археологическими зарисовками. В 1809 году исследователь добился от императора Александра I субсидии на первую археологическую экспедицию, которую возглавил историк и археолог Константин Бороздин, при участии художника-археолога и палеографа Александра Ермолаева и художника И. А. Иванова. Маршрут экспедиции включал Великий Новгород, Тверь, Можайск, Калугу, Зарайск, Рязань и другие древние города. Таким образом, Алексей Оленин стал инициатором нового вида деятельности по изучению древнерусского искусства, которое у современников получило название «художественной археологии».
После того, как Оленин возглавил Академию художеств в 1817 году, его стала интересовать роль истории, археологии и этнографии в формировании взглядов художников и роль искусства в изучении и сохранении исторического наследия, что вылилось в идею создания «художественной археологии», под которой он понимал не просто археологические зарисовки исторических предметов материальной культуры и архитектурных памятников, но и их всестороннее исследование, описание и атрибуцию. Потребность практического применения таких работ Оленин видел в сферах архитектуры, исторической живописи и декоративно-прикладном искусстве. Постепенно у него родились идеи создания «Полного живописного курса археологии и этнографии для художников» и «Атласа русской истории», значительную часть которых должны были занять иллюстрации. Для воплощения своих идей учёный первоначально привлёк в качестве помощника художника Ермолаева, а позже Фёдора Солнцева.

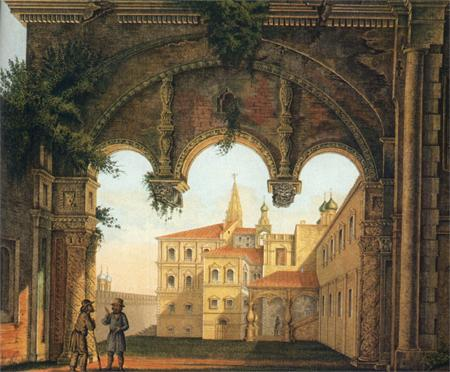
Потешный дворец Московского Кремля. «Древности Российского государства»

Вместе с Солнцевым, Оленин подготовил и выпустил несколько художественно-археологических изданий: «Рязанские русские древности», «Опыт об одежде, оружии, нравах, обычаях и степени просвещения славян», «Облик, или портрет великого князя Святослава Игоревича», «Древности Босфора Киммерийского» и другие. Важнейшим этапом в становлении художественной археологии стали события связанные с находкой и публикацией «рязанских древностей» — клада XII века, обнаруженного в 1822 году вблизи села Старая Рязань. Издание «Рязанских русских древностей» позволило ввести художественную археологию в постоянную научную и художественную практику. Следующей этапной работой в развитии художественной археологии стало издание в 1849—1853 годах, уже после смерти Алексея Оленина, «Древностей Российского государства». Книгу составили около трёх тысяч рисунков Фёдора Солнцева: виды старинных городов и монастырей, храмов, древних зданий, интерьеров, зарисовки, обмеры и планы старинных сооружений, зарисовки одежды, церковной утвари, старинных книг, предметов декоративно-прикладного искусства, этнографические зарисовки и так далее.
«Художественная археология» оказала огромное влияние на формирование национально-романтического направления в русском искусстве XIX века. От успехов деятельности «археологов» позже зависело формирование русско-византийского стиля, так как они обеспечивали архитекторов-практиков необходимыми сведениями об исторических памятниках, которые могли стать прообразом для современного зодчества. Дело, начатое Алексеем Олениным, позже продолжили Иван Снегирёв, Александр Вельтман, Фёдор Рихтер и Владимир Суслов.

### 1810—1830-е годы. Придворный фольклорный вариант

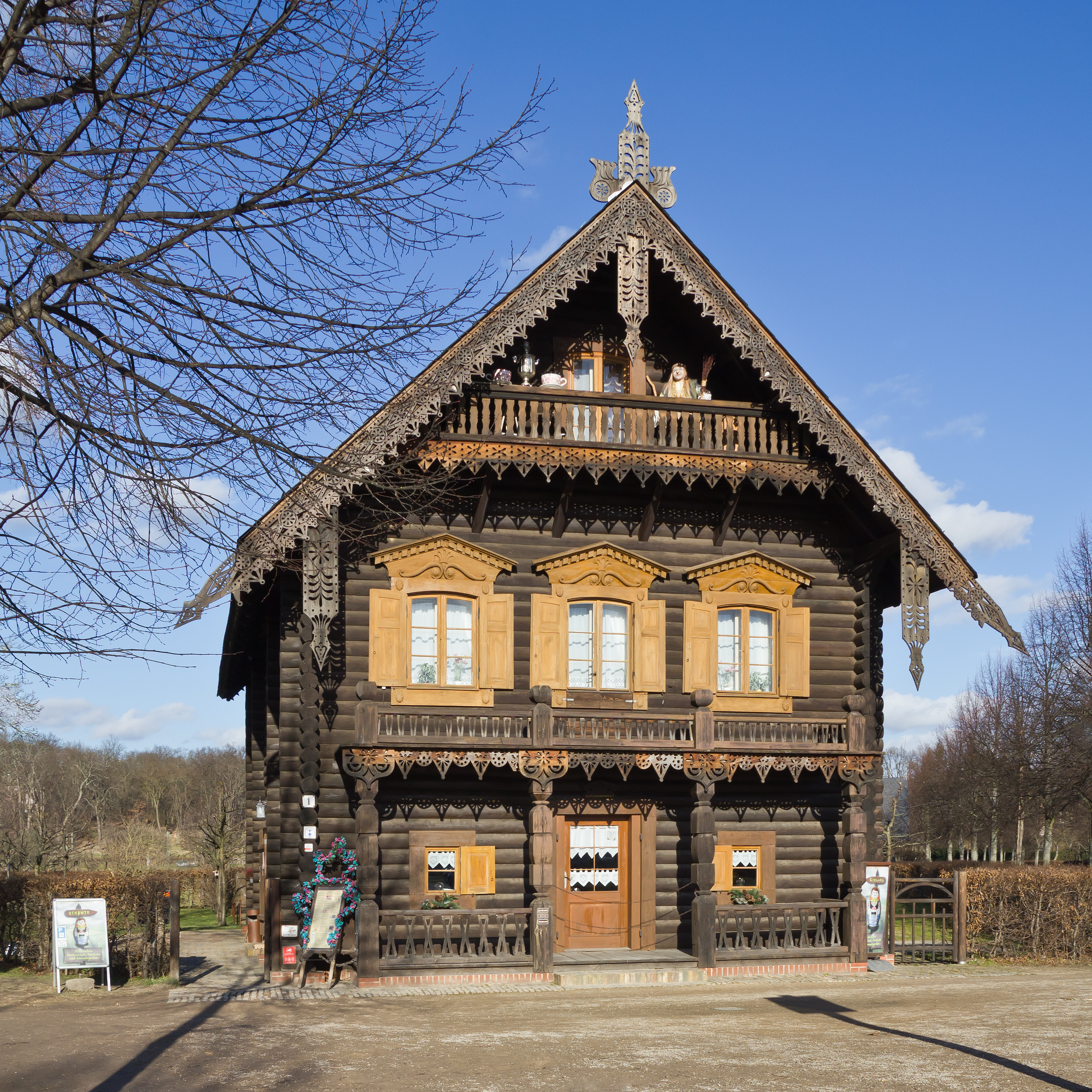
Дом колониста в Александровке

В 1810—1820-е годы в Санкт-Петербурге крупнейшие архитекторы периода русского ампира впервые начали сознательно использовать в проектировании формы народного и средневекового русского зодчества. Отечественная война 1812 года послужила естественным рубежом, разделявшим два этапа развития отечественной архитектуры первой трети XIX столетия, в частности и в национально-романтическом направлении: на данный период пришлось ускорение процесса разделения общеевропейского и национального вариантов романтизма. В архитектурной практике роль катализатора этого процесса выполняло фольклорное направление национального романтизма, опиравшееся на традиции народного зодчества. В Западной Европе схожие процессы наиболее ярко проявились в создании деревни Марии Антуанетты в парке Версаля, в которой выразилось романтическое стремление воссоздать жилища по типу швейцарских шале.
В России подобные поиски в архитектуре были напрямую связаны с государственным заказом и стремлением запечатлеть «общенародное участие» в Отечественной войне 1812 года. В подобных проектах впервые стали конкретизироваться представления элит о народном искусстве: пасторальные образы «поселян», свойственные сентиментализму, стали замещаться образами «реальных крестьян и их жизненной среды», хотя и сильно идеализированными. Первым опытом в данном направлении стал проект Карла Росси 1815 года по комплексной застройке деревни Глазово под Павловском однотипными деревянными домами, предназначавшимися под заселение ветеранами Отечественной войны. В двух предложенных вариантах архитектор представил идеализированные образы крестьянских изб, в которых обобщались представления о деревянных постройках Русского севера, с использованием в качестве декора резных орнаментов. В 1820-х годах план Росси был частично реализован, но постройки не сохранились. В 1820 году зодчий переработал свою схему для проекта увеселительного павильона Blockhaus Nikolskoe по заказу прусского короля Фридриха Вильгельма III, построенного в том же году в Потсдамском парке. Вариант этого проекта был использован в 1826 году при строительстве «русской избы» для сторожа при храме Александра Невского в Потсдаме.

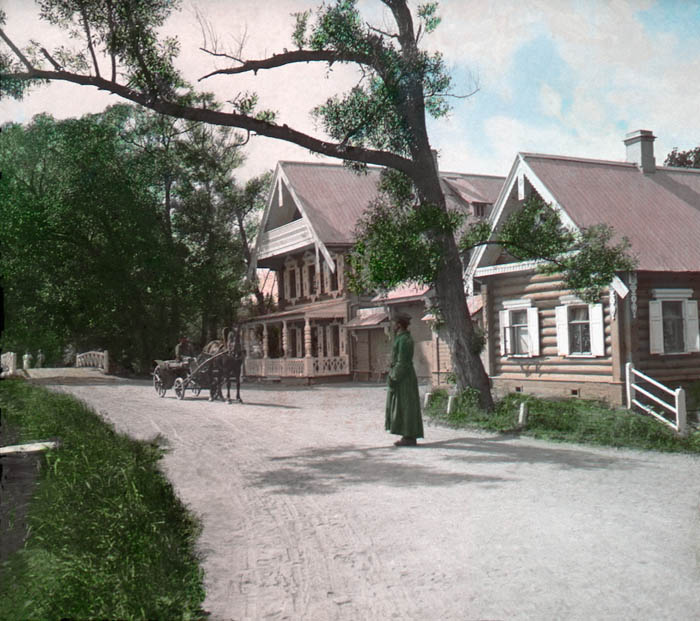
Никольский домик с флигелем в Луговом парке

Вслед за Росси за разработку фольклорной темы взялись и другие видные архитекторы данного периода. В 1823 году Огюст Монферран создал несколько проектов, связанных с расширением Екатерингофского парка под Санкт-Петербургом, в частности, проекты фермы и кофейного домика или русского ресторана. Последний имел вид двух крестьянских бревенчатых изб под двускатными крышами. Архитектор и позже прибегал в своей работе к фольклорной теме: в 1820-х годах он составил несколько проектов «деревянного дома близ Царского села», в которых также обнаруживалось сходство с традиционным крестьянским жилищем.
В 1830-е годы фольклорную тему использовал в проектировании Андрей Штакеншнейдер, придворный архитектор императора Николая I. В 1835 году в Луговом парке на Бабигонских высотах по проекту зодчего был сооружён бревенчатый Никольский домик с флигелем, имитировавший усадьбу зажиточного крестьянина. Там же по проекту Штакеншнейдера были возведены образцово-показательные деревни в русском стиле, названные именами детей императора: Сашино, Санино, Олино, Марьино и Костино.
Подобное проектирование не рассматривается историками архитектуры, как самостоятельное сложившееся направление. Отмечается, что возникнувшие мотивы русского стиля в этот период были внутренне связанны с композиционными и объёмно-пространственными приёмами классицизма, поэтому в 1820-е годы «не было оснований говорить о них [русском стиле и неоготике] как о самостоятельных направлениях и тем более как о „парных стилях“, предполагающих художественное равноправие со стилем ампир».

### 1830—1850-е годы. Русско-византийский стиль

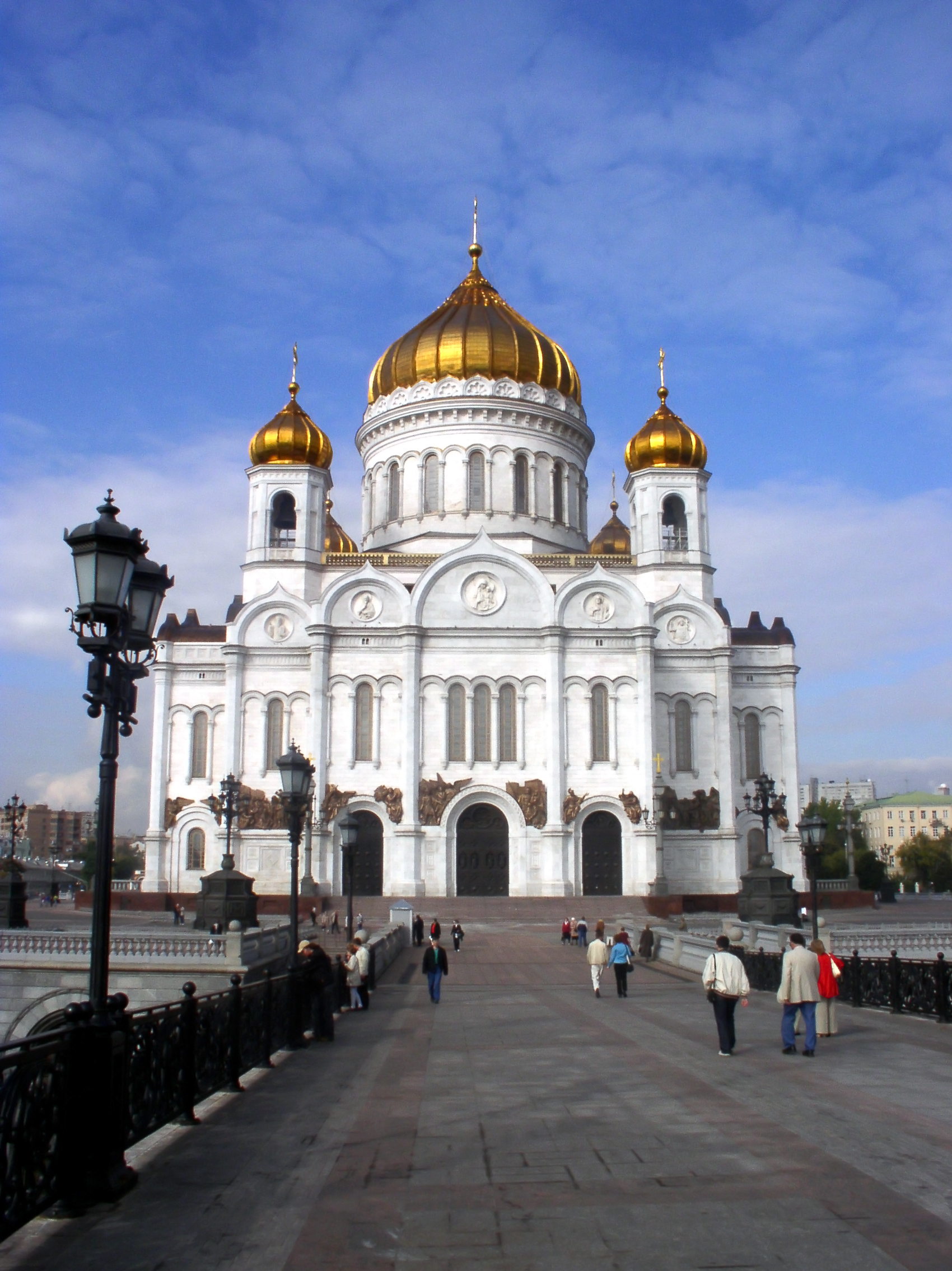
Храм Христа Спасителя — пример русско-византийского стиля

Одним из первых течений, возникших в рамках русского стиля, является зародившийся в 1830-е годы «русско-византийский стиль» в архитектуре церквей. Первым примером сооружений в этом стиле считается православный храм Александра Невского в Потсдаме по проекту Василия Стасова. Освящение храма произошло в сентябре 1829 года.
Развитию этого направления способствовала весьма широкая правительственная поддержка, поскольку русско-византийский стиль воплощал идею о преемственности между Византией и Россией. Для русско-византийской архитектуры характерно заимствование ряда композиционных приёмов и мотивов византийской архитектуры, наиболее ярко воплотившихся в «образцовых проектах» церквей Константина Тона в 1840-е годы. Тоном были возведены Храм Христа Спасителя, Большой Кремлёвский дворец и Оружейная палата в Москве, а также кафедральные соборы в Свеаборге, Ельце (Вознесенский собор), Томске, Ростове-на-Дону и Красноярске.

### 1840—1850-е годы. Оформление неофициального русского стиля
Оформление неофициального, оппозиционного официальному русско-византийскому, русского стиля пришлось на конец 1840-х годов. Интенцией развития нового направления выступало стремление освободиться от академизма и классицистического подхода к проектированию, желание применения исконно народных архитектурных форм и придание им особой характерности. В архитектуре, в силу специфики данного вида искусства, было невозможно отобразить социальный конфликт, критику, протест, в связи с чем, акцент нового направления ставился на одно из главных положений эстетики нового реалистического и демократического искусства — на народность. Народность понималась в русском стиле довольно широко: символами народности становились узорочье, орнаменты, мотивы из предметов крестьянского быта, а также дерево, как материал народного зодчества.

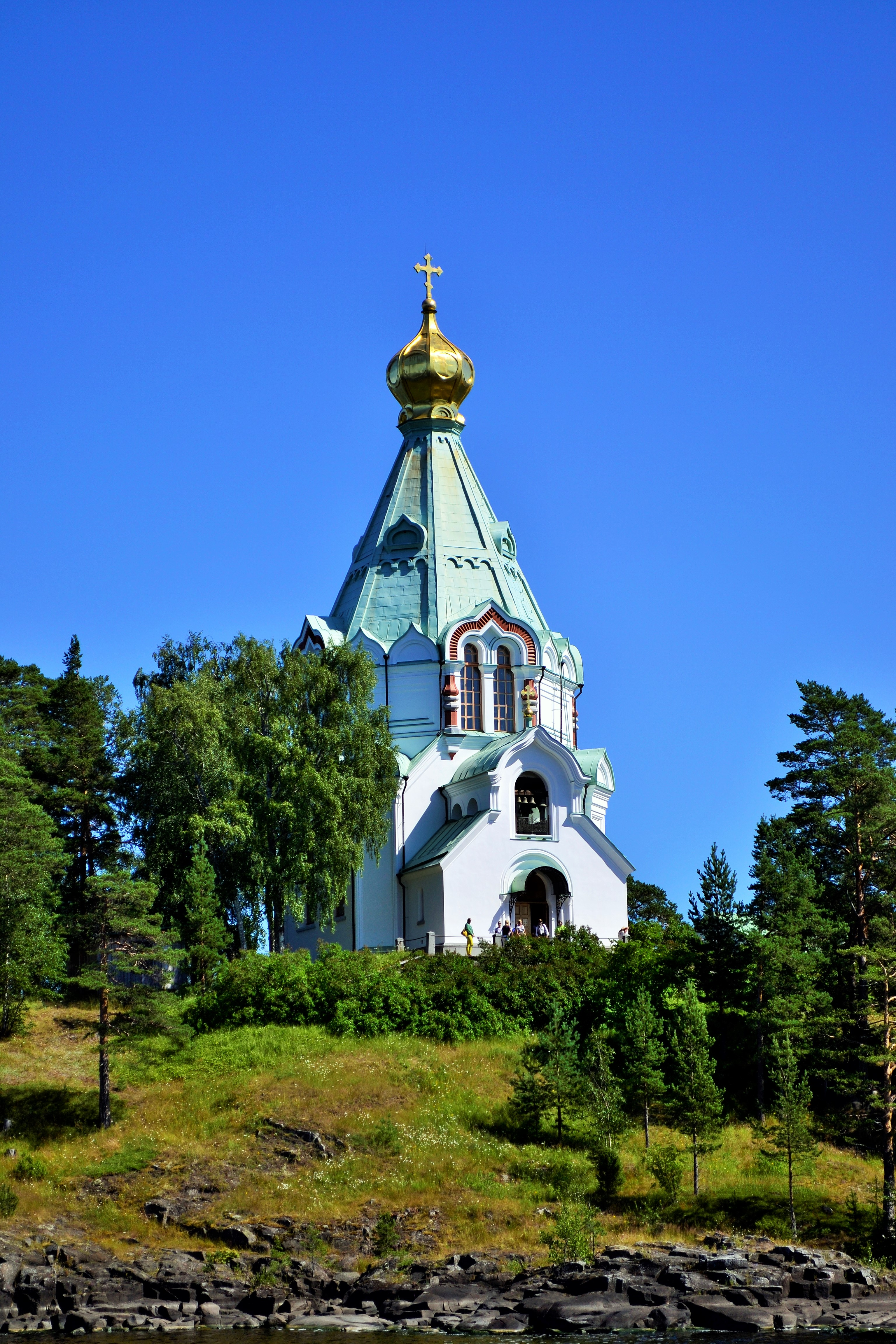
Церковь Святителя Николая Никольского скита Валаамского монастыря

Равнозначную ценность приобрели формы средневековой русской каменной архитектуры, поскольку допетровское искусство автоматически причислялось к разряду народного. При этом, предпочтительными прототипами стали исключительно памятники и мотивы таких периодов русской истории, где народность проявилась наиболее ярко, например посадская церковная архитектура середины XVII столетия. Использование не условной идеализированной «русской» архитектурной формы, как в творчестве Константина Тона, а формы, трактованной со знанием её исторических особенностей и порой прямое использование индивидуальных черт определённой постройки, современники считали подлинным уважением к народной культуре, проявлением «народного духа».
Родоначальником неофициального направления считается архитектор Алексей Горностаев (1808—1862), проектировавший, как и его современники, в самых разных стилях, от позднего классицизма до неомавританского, но вошедший в историю именно как пионер неофициального варианта русского стиля. Критик В. В. Стасов писал:

В. В. Стасов. «Вестник изящных искусств»:

…в 40-е гг. вся Россия обязана была строить по-тоновски. Никакой архитектор не смел предаваться вольному полёту своей фантазии, не смел строить то, что сам задумал… Горностаев был у нас, в деле архитектуры, такой же начинатель, каким был Федотов в деле живописи… Эти два человека, вышедшие из народной массы, выступили со своим свежим наивным народным чувством и создали то, что до них недоставало у нас… народное искусство, основанное на народных элементах.
— 1888
К пионерам неофициального направления также относят И. А. Монигетти (1818—1878), создававшего по преимуществу произведения в области художественной промышленности. Подобно Горностаеву, Монигетти опирался в своём творчестве на формы древнерусского зодчества и народные орнаментальные мотивы и не терпел «академического сглаживания».
В 1840-е и в начале 1850-х годов неофициальное направление стиля развивалось в тени официального русско-византийского, что в первую очередь было связано с деспотизмом и цензурой николаевского режима. Со смертью Николая I в 1856 году, в период общественного подъёма подготовки крестьянской реформы, роста капиталистических отношений, государственная власть потеряла влияние на ход художественного процесса в России. Со второй половины 1850-х годов русско-византийский стиль уходит на второй план, наступил своеобразный «золотой век» неофициального русского стиля, приобретшего характерную для данного времени демократическую окраску.

### 1860—1870-е годы. Демократический вариант русского стиля

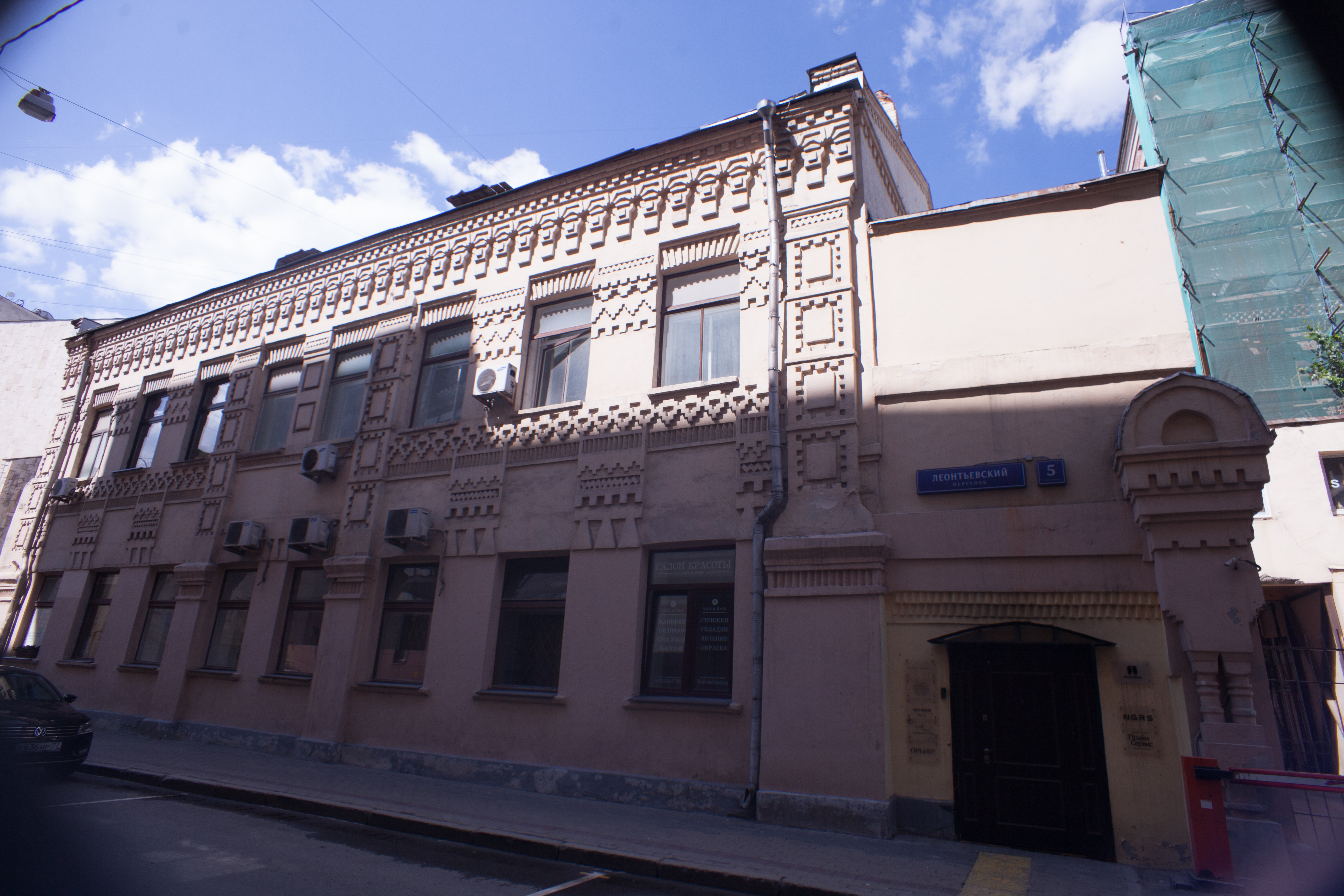
Здание типографии А. И. Мамонтова в Леонтьевском переулке в Москве

Художественные особенности русского стиля 1860—1870-х годов типологически были родственны передвижничеству. Особенно определённо схожесть прослеживалась между идеологией народников и русским стилем Ропета — Гартмана. Самым характерным выразителем идей демократического варианта русского стиля стал критик Владимир Стасов, типичный шестидесятник, мировоззрение которого строилось на идеалах демократизма, гуманности, просветительства и идее создания народной, национальной культуры. По мнению Стасова стиль Ропета — Гартмана «как бы поворачивал архитектуру лицом к народу».
Виктор Гартман являлся одной из самых ярких фигур в архитектуре пореформенного периода и самым последовательным представителем демократического направления русского стиля. Архитектор проектировал в основном здания массового назначения: павильоны для Всероссийской мануфактурной выставки 1870 года в Соляном городке, военный отдел на Политехнической выставке 1872 года в Москве, зал народных чтений для выставки 1870 года, народный театр для выставки 1872 года, типография Мамонтова в Леонтьевском переулке, доходные дома Дабо, Дольникова, Малкиель в Москве, многочисленные проекты загородных дач (дача Мамонтовых в Кирееве и Теремок в Абрамцеве), множество эскизов для художественной промышленности — мебели, ламп, люстр, киотов, самоваров, посуды. Демократичность русского стиля в его творчестве выражалась в последовательной приверженности к крестьянским сюжетам в орнаментике — узорам вышивок, народной резьбе, плетенью рогожек, декору предметов быта. В архитектуре демократизм стиля Гартмана выражался в переосмыслении композиционного строя (в постройках Гартмана была полностью отброшена свойственная классицизму иерархичность в композиции), повышенной декоративности (сплошная орнаментика превращала поверхности стен в «гигантские орнаментальные панно») и использовании дешёвых материалов.

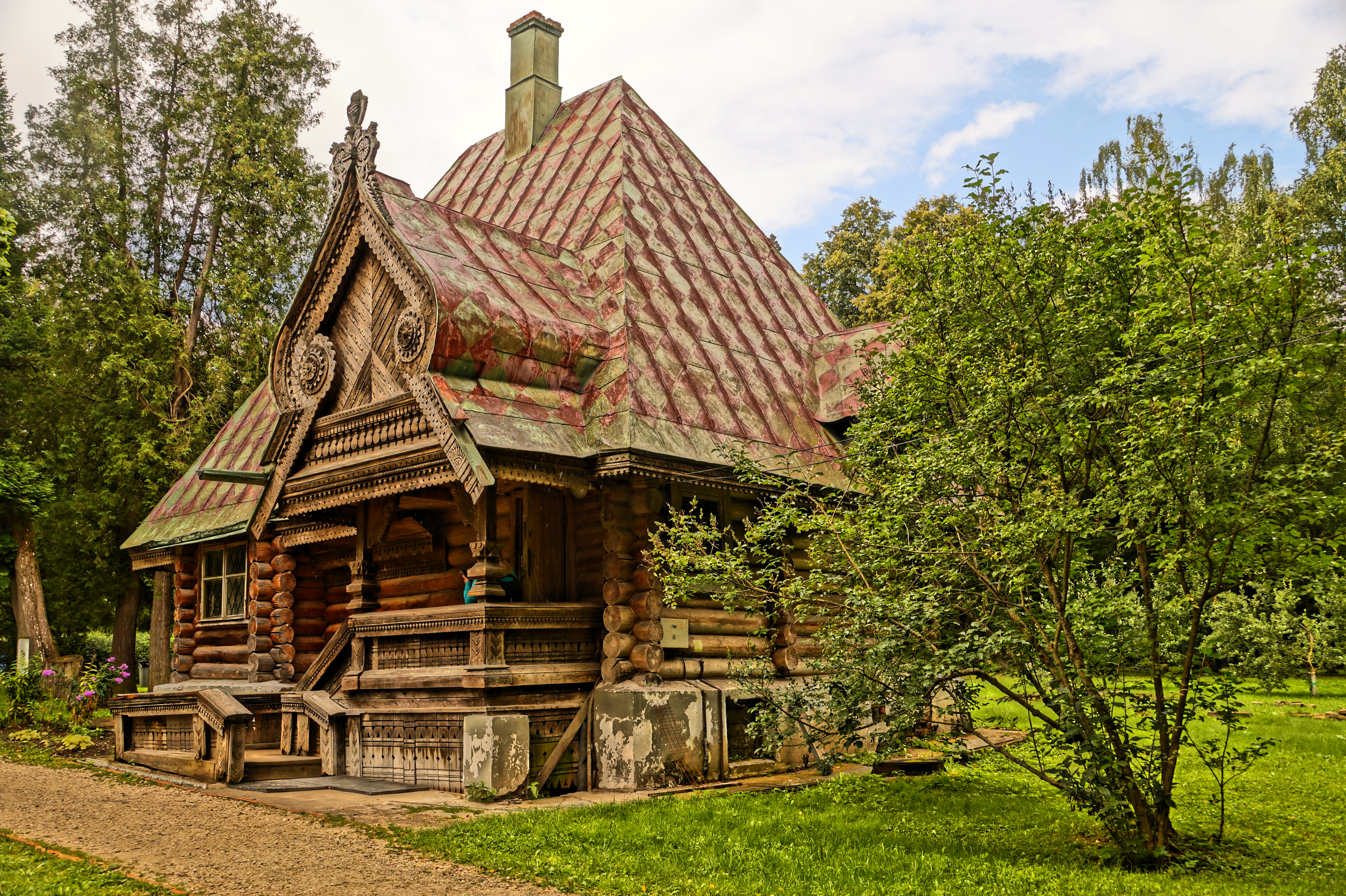
Баня-теремок в Абрамцеве

В середине 1860-х годов, ещё учась в Академии художеств, Иван Богомолов, Александр Вальберг и Иван Ропет, по примеру Гартмана, начали работать в области прикладного искусства, в том числе для мебельной фабрики Татищева. Вслед за Гартманом они использовали в качестве прототипов народные мотивы. Наиболее известным из троицы стал Ропет, чей авторский стиль получил нарицательное название «ропетовщина». На рубеже 1860—1870-х годов мотивы Ропета, вначале применявшиеся в интерьерах, были перенесены на архитектуру. Ропетовское направление оформилось как стиль деревянных загородных дач и жилых домов полусельских окраин, где тонкая пропильная резьба выглядела наиболее уместно.
Работы приверженцев демократического варианта русского стиля публиковались в журнале-увраже архитектора Анатолия Рейнбота «Мотивы русской архитектуры», издававшегося с 1874 по 1880 год. Вокруг журнала сгруппировались приверженцы фольклорного варианта русского стиля. Среди постоянных авторов, кроме издателя, Гартмана и Ропета, значились Иван Богомолов, Александр Бруни, Михаил Кузьмин, Ипполит Монигетти, Александр Вальберг, Константин Лыгин, Михаил Преображенский, Фёдор Харламов, Николай Никонов, Раиса Космакова, Карл Рахау. Представленные в «Мотивах русской архитектуры» увражи все без исключения были выполнены с применением мотивов, заимствованных в народном искусстве. Проекты дач, школ и загородных домов имели в качестве прототипа крестьянскую избу, хотя в их композиции проявлялось также влияние древнерусских хоромных строений, английского и отечественного загородного и дачного строительства 1830—1840-х годов; в проектах храмов возрождались композиционные схемы деревянного храмового зодчества русской деревни; источником орнаментов служил декор деревянных деревенских изб, крестьянская вышивка, узоры тканей, резьба и живопись, украшавшая крестьянскую деревянную утварь и прялки, а также орнаменты допетровских рукописей.
Демократический вариант русского стиля был самым ярким явлением в архитектуре 1860—1870-х годов, в основном в силу общественного резонанса, который он произвёл. Творчество остальных представителей русского стиля — И. С. Богомолова, Н. Ф. Харламова, И. П. Кудрявцева, А. Л. Гуна, М. А. Кузьмина, А. И. Вальберга, Н. П. Басина — в это время развивалось в направлении, заданном Горностаевым и Гартманом. В 1880-е годы, после убийства Александра II, народничество переживало кризис и постепенно ушло со сцены общественной жизни. Те же процессы происходили с демократическим вариантом русского стиля, существование которого фактически закончилось в 1870-х годах.

### 1870—1890-е годы. Археологическое и почвенническое направления
Демократический вариант русского стиля в течение двух десятилетий оставался главенствующим в национально-романтическом направлении русского искусства, но в его тени постепенно формировались и другие. На 1870-е годы пришлось оформление двух новых течений русского стиля: археологического и почвеннического. Данные направления были аристократичней в выборе прототипов, в них вдохновение черпалось не из мотивов крестьянской архитектуры и прикладного искусства, а из церковной и дворцовой архитектуры допетровского периода. Демократический вариант русского стиля остался единственным, в котором различались народность и национальность и акцент делался именно на народности мотива, его принадлежности к крестьянской культуре. В остальных направлениях народность и национальность рассматривались как синонимы. Для «почвенников» народный дух был воплощён в православии, в официальном русском стиле — в самодержавии, «археологи» рассматривали народность и национальность как самобытность, уникальность.

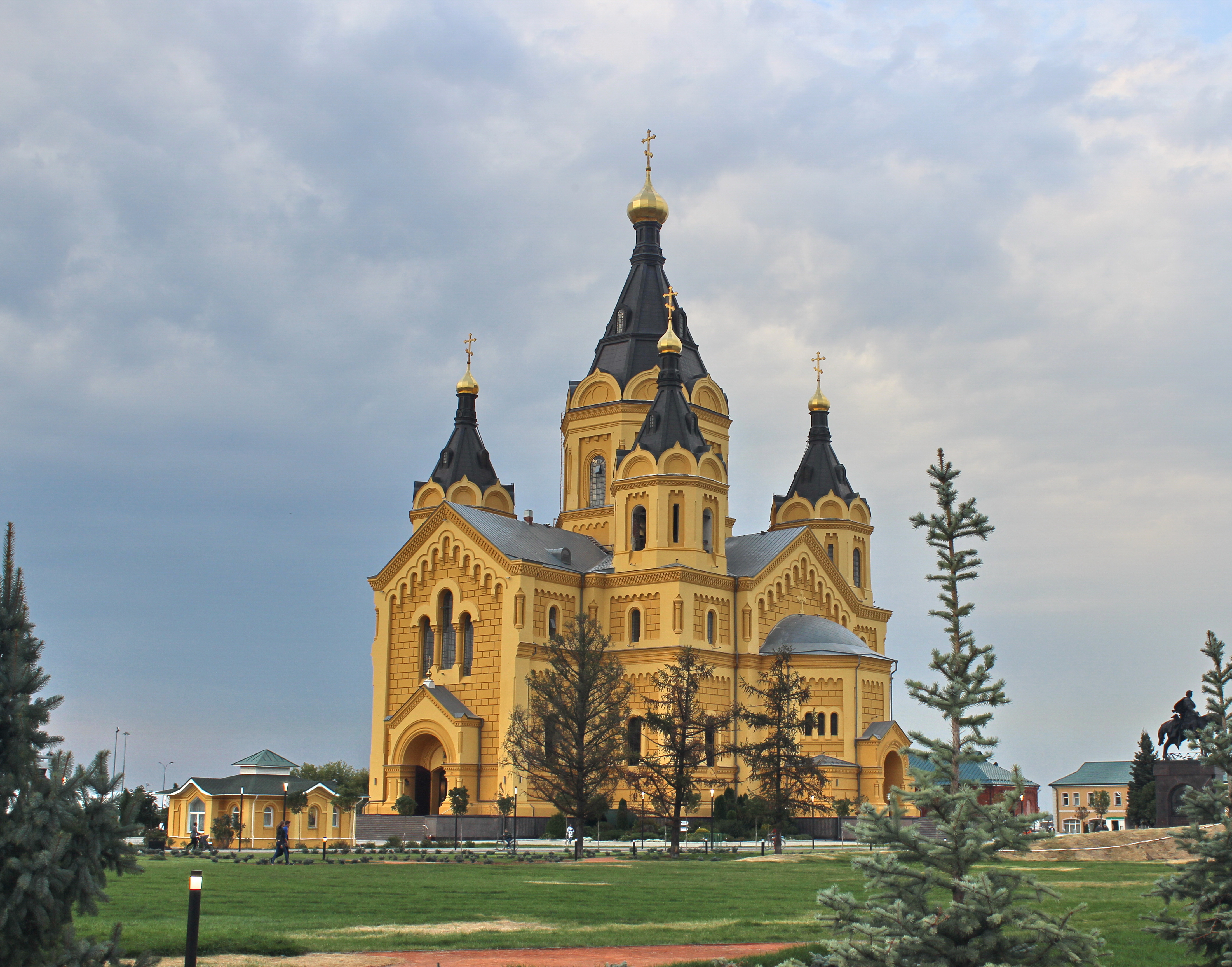
Александро-Невский Новоярмарочный собор

В 1870-х годах формируется археологическое направление русского стиля, в котором упор делался на изучении архитектурных форм, придававших неповторимое своеобразие русской архитектуре. Девизом «археологов» было «точное знание отечественного наследия, исключающее возможность смешения во вновь проектируемых зданиях разновременных и разнохарактерных элементов». Главой данного направления русского стиля считается архитектор Лев Даль, начавший активную исследовательскую и литературную деятельность в 1870-х годах и пропагандировавший самобытность, её возрождение в архитектуре на научных началах. Сторонники данного направления сгруппировались вокруг журнала «Зодчий», издававшегося с 1872 года. Важной частью данного направления стало изучение древних памятников. Даль, с 1872 по 1878 год, ежегодно совершал экспедиции по России, в ходе которых зарисовывались и обмерялись архитектурные мотивы и детали — наличники, порталы, крыльца, галереи, профили карнизов, решётки окон и ограды церквей, деревянная резьба, резные опахала и коньки крестьянских изб.
Архитектурную практику Лев Даль вёл в основном в Нижегородской губернии, где реализовал большинство своих проектов. Для его творчества было характерно как достоверное воспроизведение элементов средневековой русской архитектуры, так и органичное соединение традиций древнерусской и романской архитектуры, поскольку зодчий являлся специалистом в том числе и по западноевропейской культуре. Крупнейшей работой, в которой Даль принял непосредственное участие, стал проект Александро-Невского Новоярмарочного собора, окончательный вариант которого выполнил последователь Даля, нижегородский губернский архитектор Роберт Килевейн. Прототипами храма выступили Благовещенская полковая церковь в Санкт-Петербурге (архитектор Константин Тон) и старинный шатровый Борисоглебский собор в Старице (1558—1561). К другим крупным работам Даля относились: церковь во имя святого Александра Невского на подворье Феодоровского Городецкого монастыря в Канавине (1867—1870), шатровая часовня Серафимо-Понетаевского монастыря (1868), Александро-Невский храм Феодоровского Городецкого монастыря (1872—1883), предположительно по его проекту была выстроена Космодемьянская церковь в Нижнем Новгороде (1872—1890).

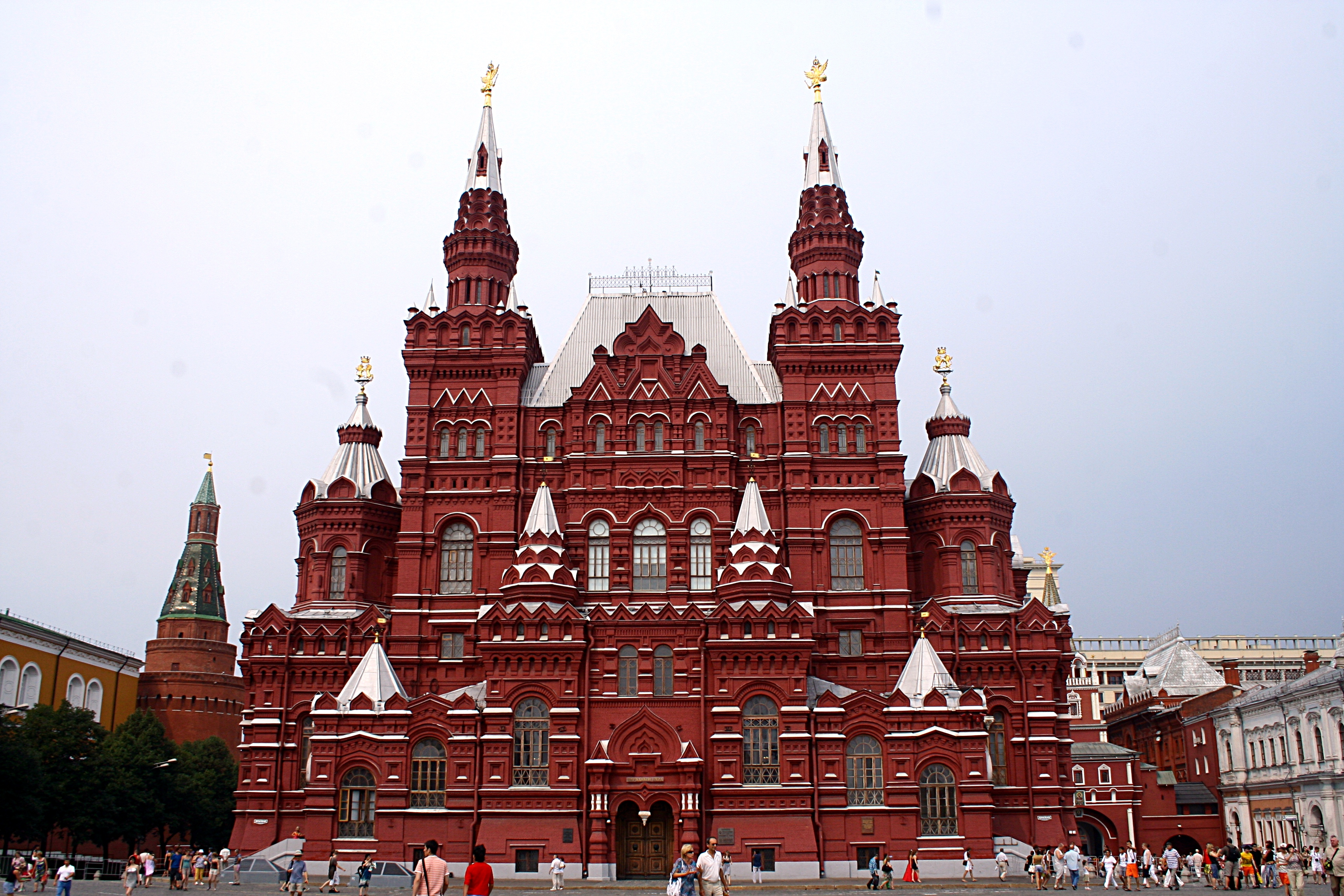
Государственный исторический музей (1875—1881) в Москве

Параллельно в 1870-х годах формировался воинственно-агрессивный, почвеннический вариант русского стиля Владимира Шервуда. «Почвенников» интересовали общие основы русского стиля, как некая система, выражавшаяся через общность, «соборность» народной жизни. В древнерусском зодчестве они искали прежде всего общие закономерности, как проявления «целостности народной культуры», с целью их возрождения в современной архитектуре. Шервуд строил свою архитектурную концепцию на основе доктрины представителя позднего славянофильства Николая Данилевского, согласно которой каждый народ выражает собой определённую идею, транслируя её в своей культуре. Шервуд считал, что его задача состоит в том, чтобы понять как проявляется идея русского народа в искусстве и посредством этого сформулировать «вечные законы красоты, лежащие в её основе».
Шервуд считал бессмысленным путь воссоздания русского стиля на основе крестьянской культуры, противопоставляя ей другой образ — храмовую архитектуру, так как «религия в древней Руси была почти единственной руководительницей интеллектуальной жизни народа, всецело проникавшей в частную жизнь человека. Церковный стиль, который выражал одушевляющую идею народа, перешёл и в гражданское зодчество». Идеалом русской национальной архитектуры зодчий считал Московский Кремль.
Архитектор видел главную идею в отыскании неких «общих законов» формообразования свойственных древнерусской архитектуре и развитии современного национального стиля на основе этих закономерностей, а не отдельных форм. На основе композиционных построений памятников XVI и XVII веков, зодчий выделил несколько «общих законов» древнерусской архитектуры: сочетание внешнего и внутреннего облика постройки; разнообразие планировки («хоромное» и «палатное» строение); «закон группировки», согласно которому, отдельные части должны образовывать единую целостную структуру; закон «широты», означавший предпочтительное применение в композиции форм, близких квадрату.

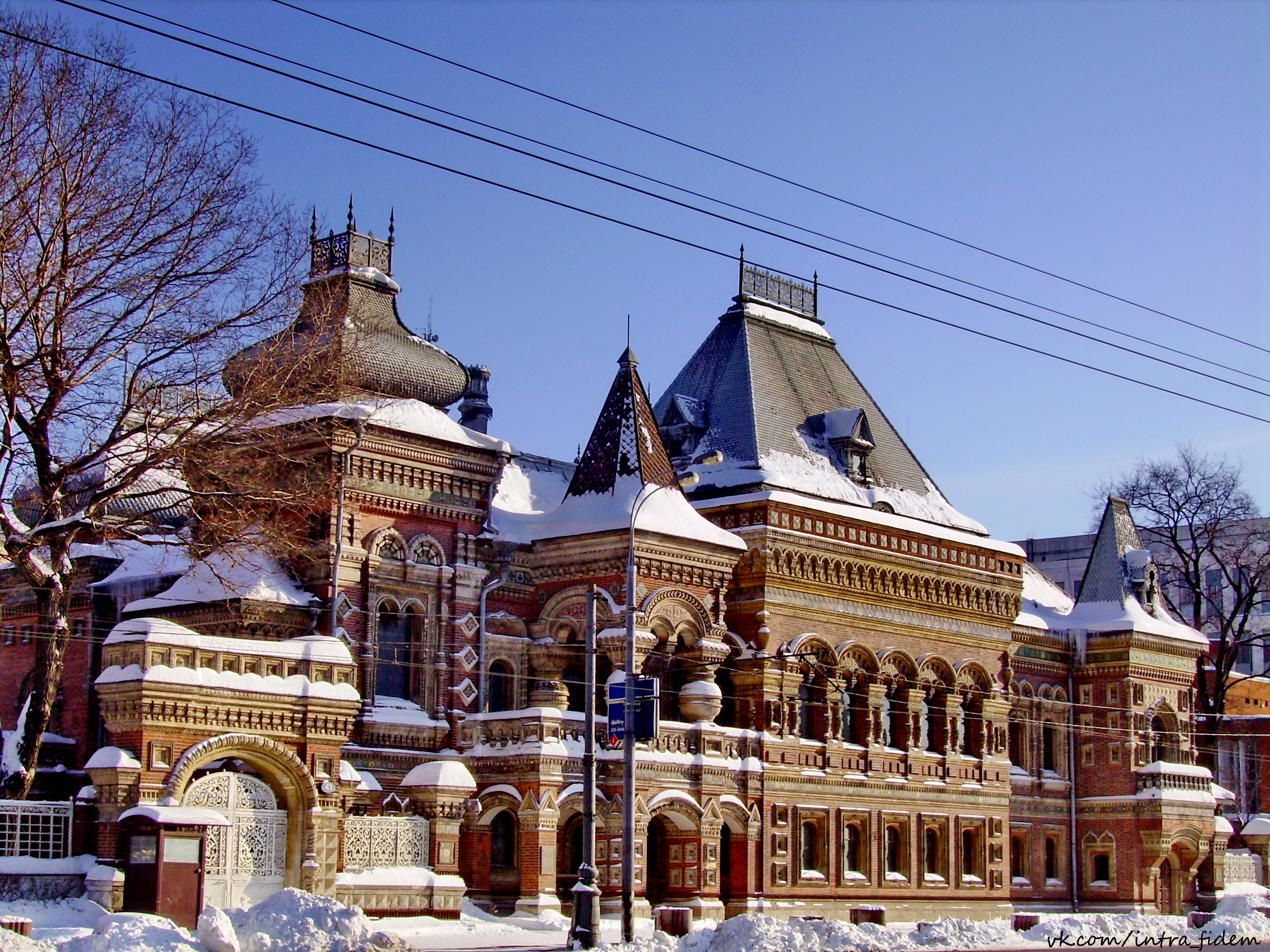
Особняк купца Игумнова в Москве

Как воплощение почвеннической теории русского стиля появилось здание Исторического музея в Москве (1874—1883, совместно с Анатолием Семёновым), в проекте которого Шервуд стремился воплотить в жизнь все свои теоретические постулаты. В пояснительной записке к проекту здания его авторы отмечали: «Мы не признали возможным прилагать к фасадам проектируемого здания детали построек XVI века в точной их копии, так как в этом случае подобная работа была бы не художественным произведением, а компиляцией, представляющей собою археологическую мозаику, лишённую единства». В итоге здание, проект которого дорабатывался в процессе строительства, получило достаточно оригинальное архитектурное решение, выразившееся в сочетании композиционных приёмов, разработанных в теории Шервуда (планировка по принципу кольцевой анфилады, выражение внутреннего пространства через пластику объёмов) с деталями и формами, приблизительно воспроизводившими исторические декоративные мотивы (шатры, арки с висячими гирьками, ширинки, кокошники).
Разработанные теорией Шервуда композиционные приёмы, как например «хоромное» строение, оказалось проще всего применить в проектировании сравнительно небольших городских особняков. К списку работ почвеннического направления относят, кроме Исторического музея, московские особняки Игумнова (1892, арх. Н. И. Поздеев), Цветкова (1899—1901, худ. В. М. Васнецов), Щукина (арх. Б. В. Фрейнденберг); в провинциальной архитектуре — Здание городской думы во Владимире (1904—1907, арх. Яков Ревякин) и Блиновский пассаж в Нижнем Новгороде (1876—1878, арх. Александр Бруни).

### 1880—1890-е годы. Официально-академическое направление

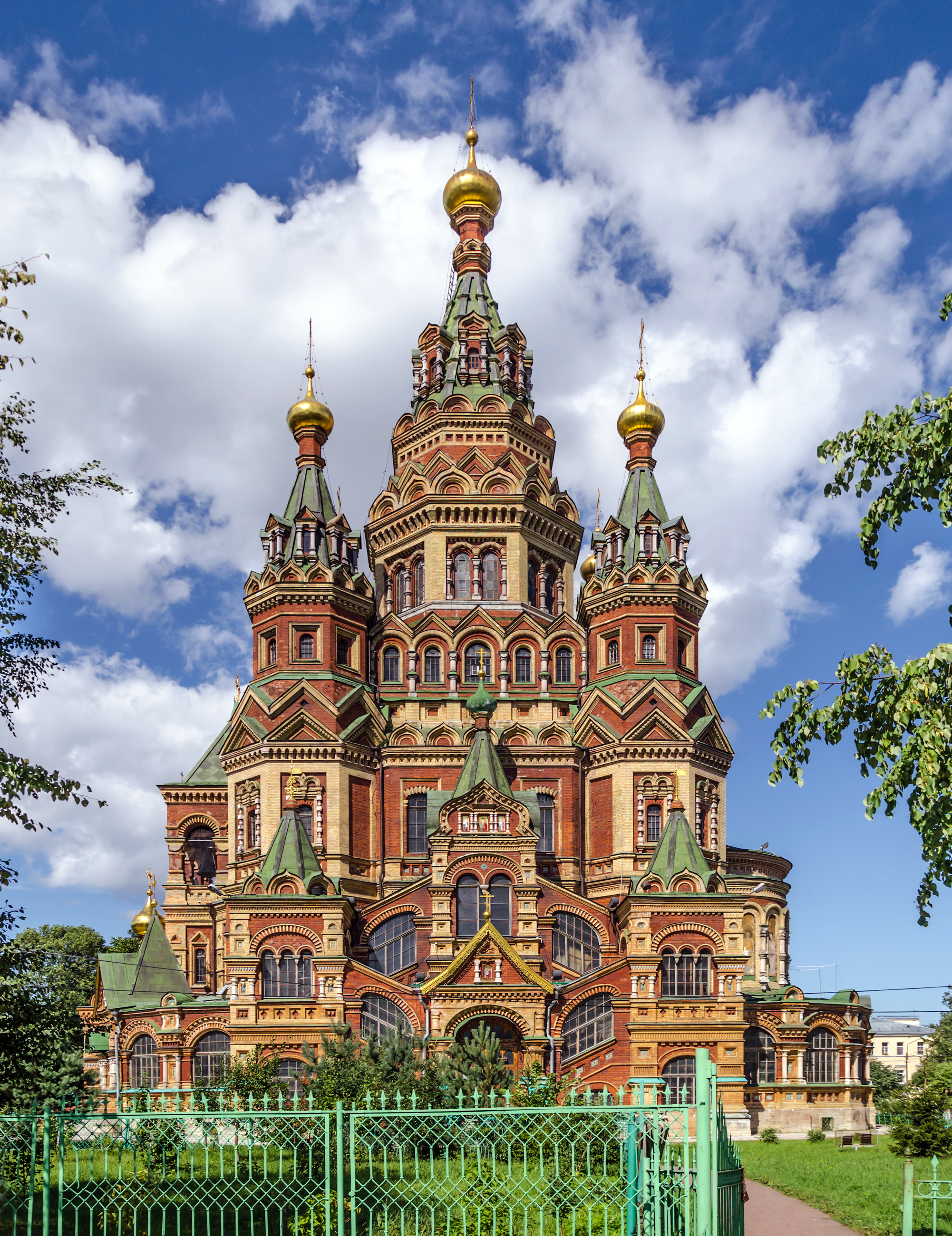
Собор Петра и Павла в Петергофе

На рубеже 1870—1880-х годов в русском искусстве вновь активизировалось официально-академическое направление в архитектуре. В качестве главного представителя данного направления рассматривают архитектора Николая Султанова, выдвинувшего монархически-верноподданическую теорию, в которой появление и существование русского стиля связывалось исключительно с волей и поддержкой монарха. Султанов стал единственным представителем национально-романтического движения, который открыто негативно относился к демократическому варианту русского стиля. В воззрениях зодчего академизм, отвергавшийся всеми иными представителями русского стиля, являлся обязательным признаком официальной народности. Будучи поклонником академического искусств, Султанов считал Возрождение образцом для подражания, импонировавшим ему такими качествами, как аристократизм, идеализация, каноничность, а также художественными признаками — помпезностью и пафосом государственности.
В своей работе Султанов привлекал академизм «на службу» русскому стилю, что выразилось в эклектическом соединении наследия Ренессанса и древнерусской архитектуры. Хрестоматийным примером такого подхода стал памятник Александру II в Кремле (1893—1898, скульптор Павел Жуковский). Сочетавший академизм и официальную народность монумент, по мнению Султанова, соответствовал «стилю Кремля, представляющему собой смесь итальянских форм с русскими… Согласно этому памятник Александра II представляет собой слияние двух стилей: по общему виду и форм крыш это сооружение вполне русское, а по деталям — это здание в стиле Возрождения… и по цвету своих материалов — золота, серебра и камней разных пород, и по своему стилю он вполне согласуется с общим характером белокаменного, златоглавого, итальяно-русского Кремля».
Вторым важным сооружением архитектора, выразившим его теорию, стал Собор Петра и Павла в Петергофе. Менее «итальянский» по формам, он по духу был столь же помпезен и классицистичен. Собор Петра и Павла с одной стороны был выдержан в формах русской архитектуры середины XVII века, с другой — включал центрально-осевое построение свойственное классицизму. При этом храм был «преувеличенно грандиозен, подавлял наступательной мощью количественных характеристик — размеров, высоты, обилия декора».

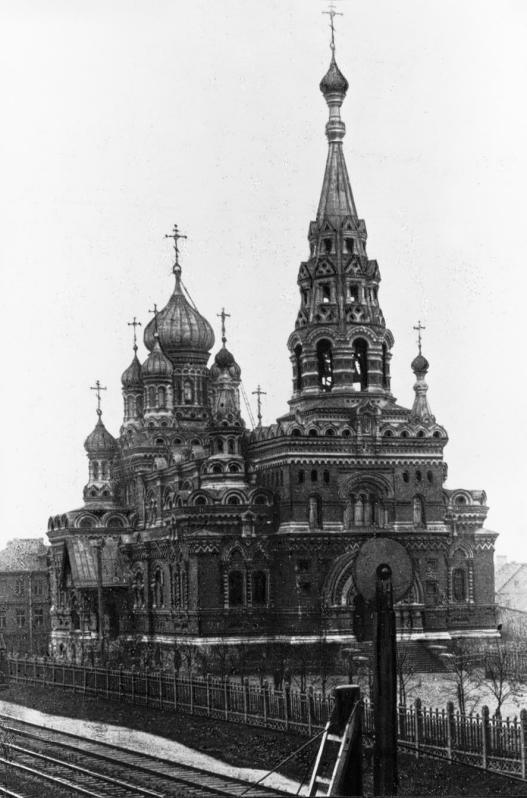
Путиловская церковь, архитектор Василий Косяков

Именно под влиянием Султанова архитектурные мотивы середины XVII века стали обязательной принадлежностью сооружений русского стиля, причём не только в церковной, но и в гражданской архитектуре. В 1881 году Султанов писал в статье «Возрождение русского искусства»: «Этот московско-русский стиль достигает своего наибольшего, хотя далеко не полного развития в XVII в. и представляет нам образцы самостоятельного русского искусства». Такой взгляд на развитие русского зодчества разделяли многие представители русского стиля конца XIX века, в интерпретации которых высший расцвет самостоятельного русского искусства был насильственно прерван реформами Петра I, а вытекавший из этого тезис о незавершённости развития русского искусства XVII столетия определил программу «национального возрождения»: продолжение развития русского стиля с периода середины и второй половины XVII века.
Последовательно программу «национального возрождения» выразил архитектор Альфред Парланд в проекте Храма Спаса на Крови в Санкт-Петербурге. Почти все элементы объёмной композиции и элементы декора зодчий заимствовал из памятников Москвы и Ярославля XVII века. В соответствии с эстетикой поздней эклектики из первоисточников отбирались наиболее «богатые и сложные элементы». С другой стороны, будучи приверженцем академического искусства, Парланд старался приблизить эти формы к «идеалу совершенства», использовав характерные для классицизма симметрию и регулярность, подчёркнутую «правильность» прорисовки деталей.
Единственная область, где наиболее полно отразилось официально-академическое направление — церковное строительство. В 1880—1890-х годах было возведено множество храмов, самым разнообразным способом варьировавших композиции и детали церквей середины XVII столетия — Грузинской Божьей Матери в Никитниках и Рождества в Путинках в Москве, в подмосковных сёлах Останкино, Марково, Тайнинское и другие, которые переосмыслялись на основе парадных симметричных схем классицизма. Для подобных сооружений были характерны грандиозность размеров, напыщенность, избыточность декора — особенности, рассматривавшиеся как символы мощи государственной власти. В русле официально-академического направления в конце XIX века — начале 1900-х годов работали Михаил Преображенский, Александр фон Гоген, Василий Косяков, Герман Гримм, санкт-петербургский епархиальный архитектор Николай Никонов.

### Архитектурная практика 1870—1890-х годов
Работы главных представителей различных направлений русского стиля — Даля, Шервуда, Султанова — можно было без труда соотнести с архитектурными теориями, которые они выдвигали. Постройкам официального направления был свойственен больший академизм, археологического — прямое подражание формам первоисточников, почвеннического — интерес к художественной системе русского зодчества. Тем не менее, на практике различия между ними были трудноуловимы, так как повсеместно применялись детали, заимствованные из каменной архитектуры XVI—XVII веков, все архитекторы русского стиля пользовались единым архитектурным методом. Большую часть построек крупных зодчих конца XIX века — Николая Шохина, Александра Каминского, Дмитрия и Михаила Чичаговых, Александра Попова, Александра Резанова, Антония Томишко, Александра Померанцева, Михаила Преображенского и других — можно было с равной долей вероятности отнести как к почвенническому, так и к археологическому и даже академическому направлениям, поскольку зачастую все три направления не столько противостояли, сколько дополняли друг друга в архитектурной практике.
Наибольшую сложность в проектировании вызывали «современные» многоэтажные постройки большой протяжённости, в которых было невозможно воспроизвести свойственную хоромному строительству живописность группировки масс или композицию древнерусского храма. В таком случае воспроизведению подвергались только отдельные выхваченные из контекста декоративные элементы — наличники окон, обрамления арочных галерей, орнаменты кирпичной кладки — поребрики, бегунец, ширинки и так далее, изредка применялись бочкообразные крыши и крыши-палатки, арочные крыльца с висячими гирьками. Данные элементы, по сути служили в качестве выделений осевых композиций, восходивших к традициям классицизма. К подобным сооружениям, совмещавшим в себе все три направления русского стиля, можно отнести здание Московской городской думы, Верхние и Средние торговые ряды на Красной площади, Заиконоспасские ряды, театры Корша и Парадиз.

Примеры
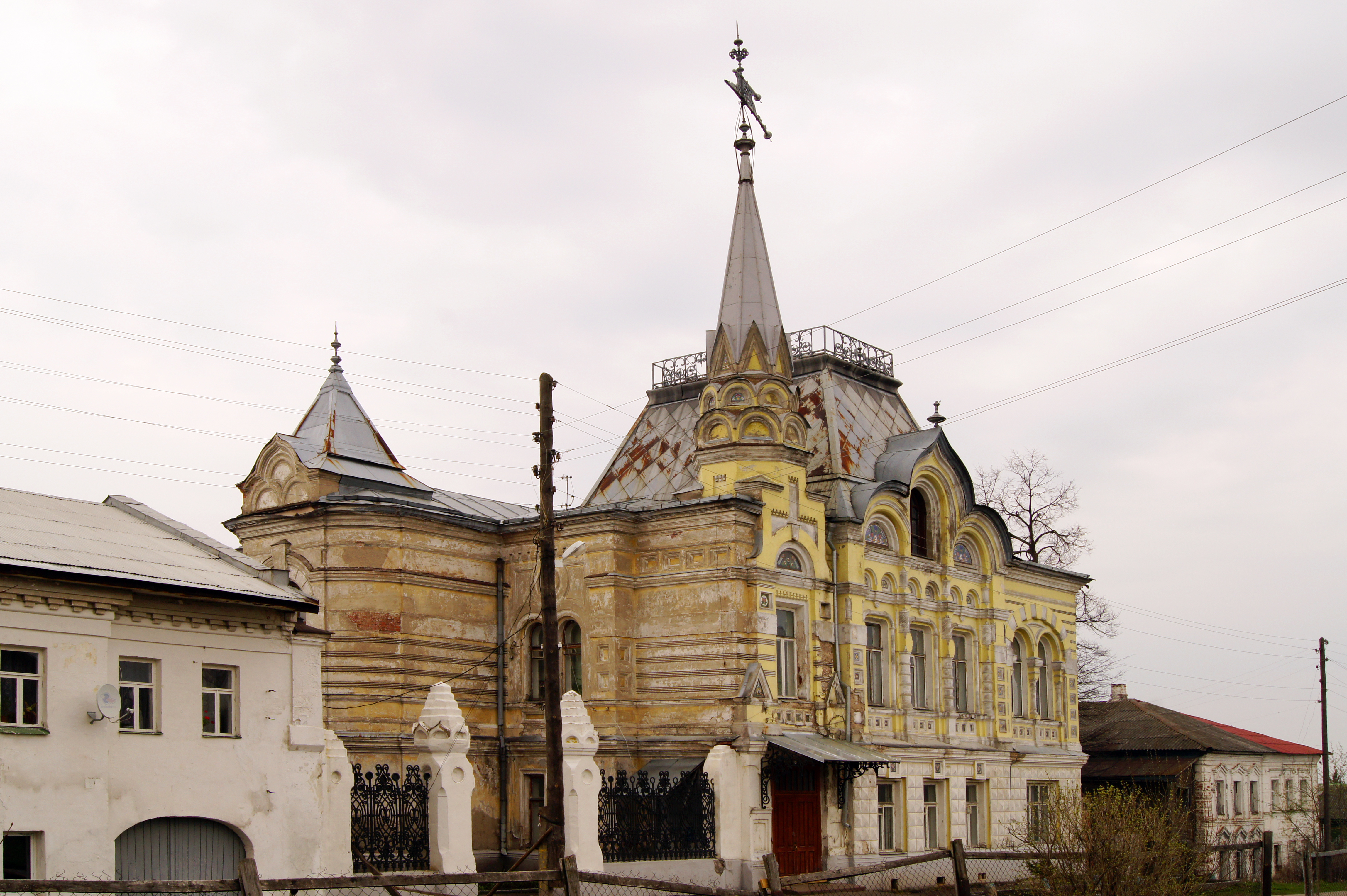
Усадьба Локалова в селе Великом Ярославской области — пример состояния ценного памятника русского стиля в провинции.
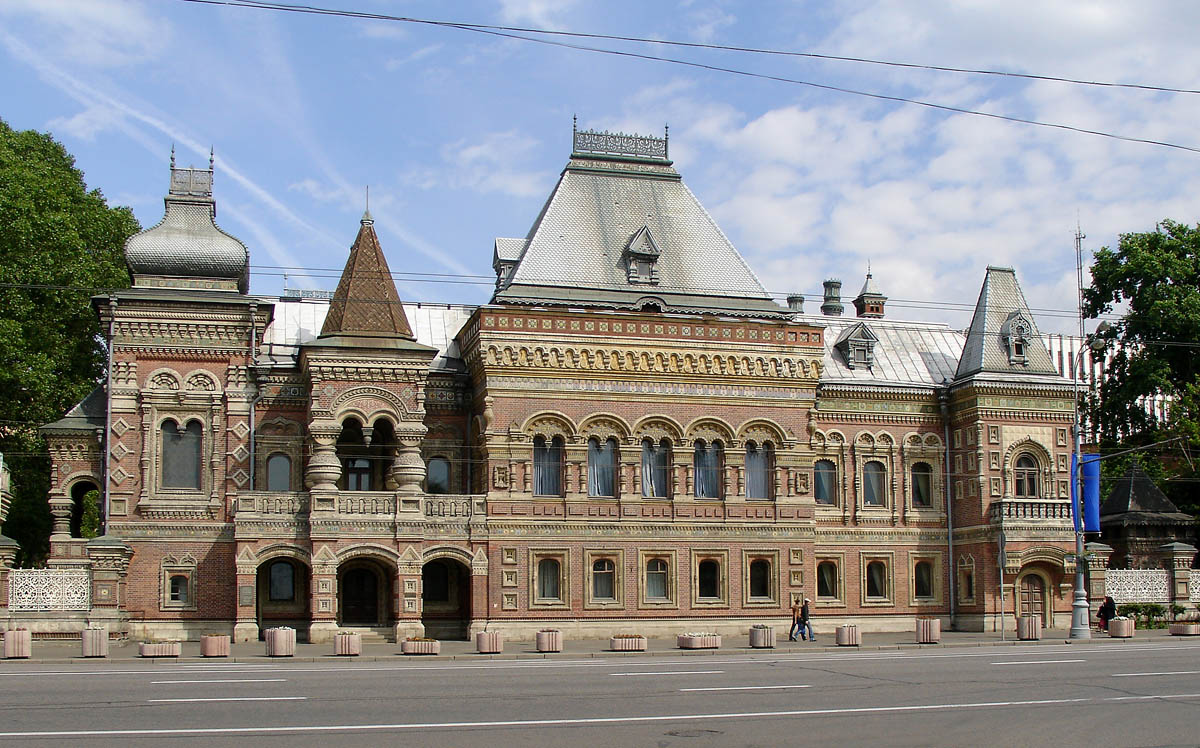
Дом Игумнова (1888—1895) в Москве — один из ярких образцов стиля
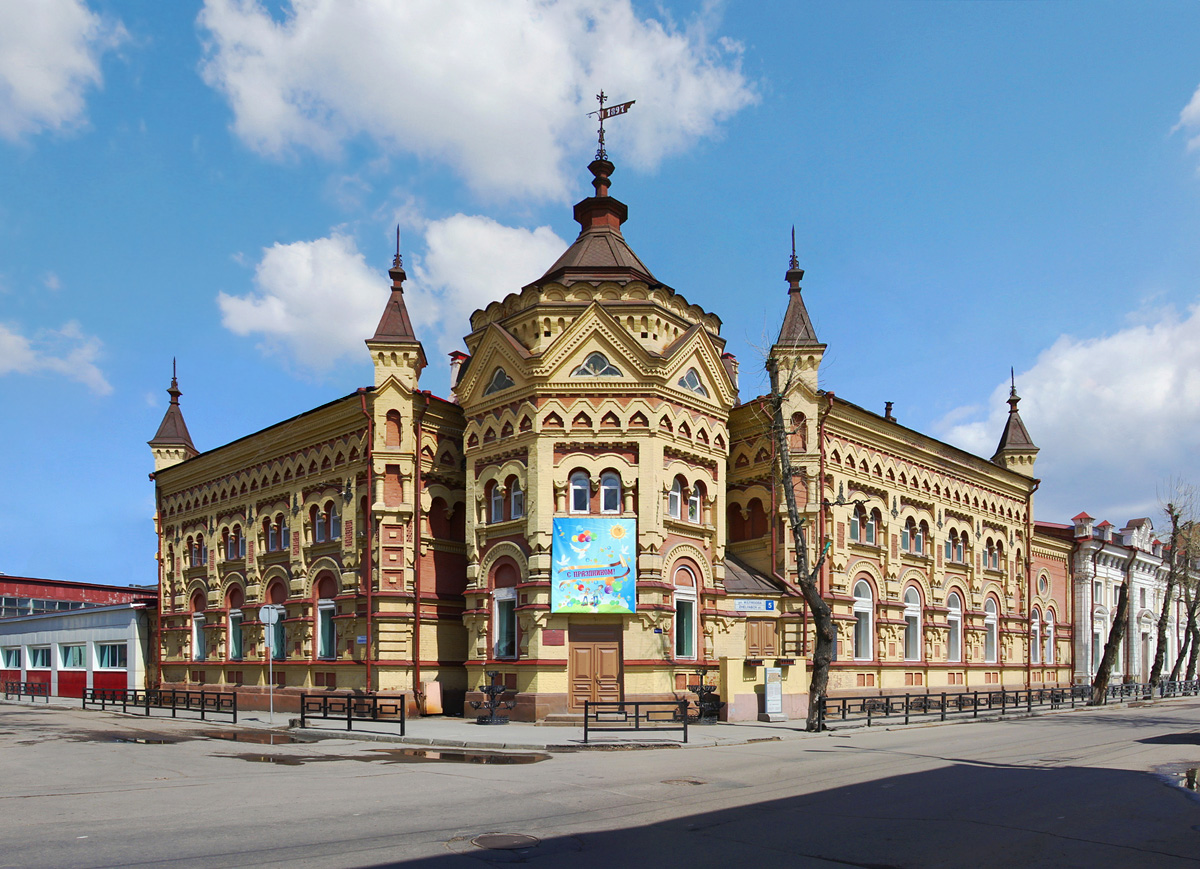
Дом Второва в Иркутске (1897) архитектора В. А. Шрётера
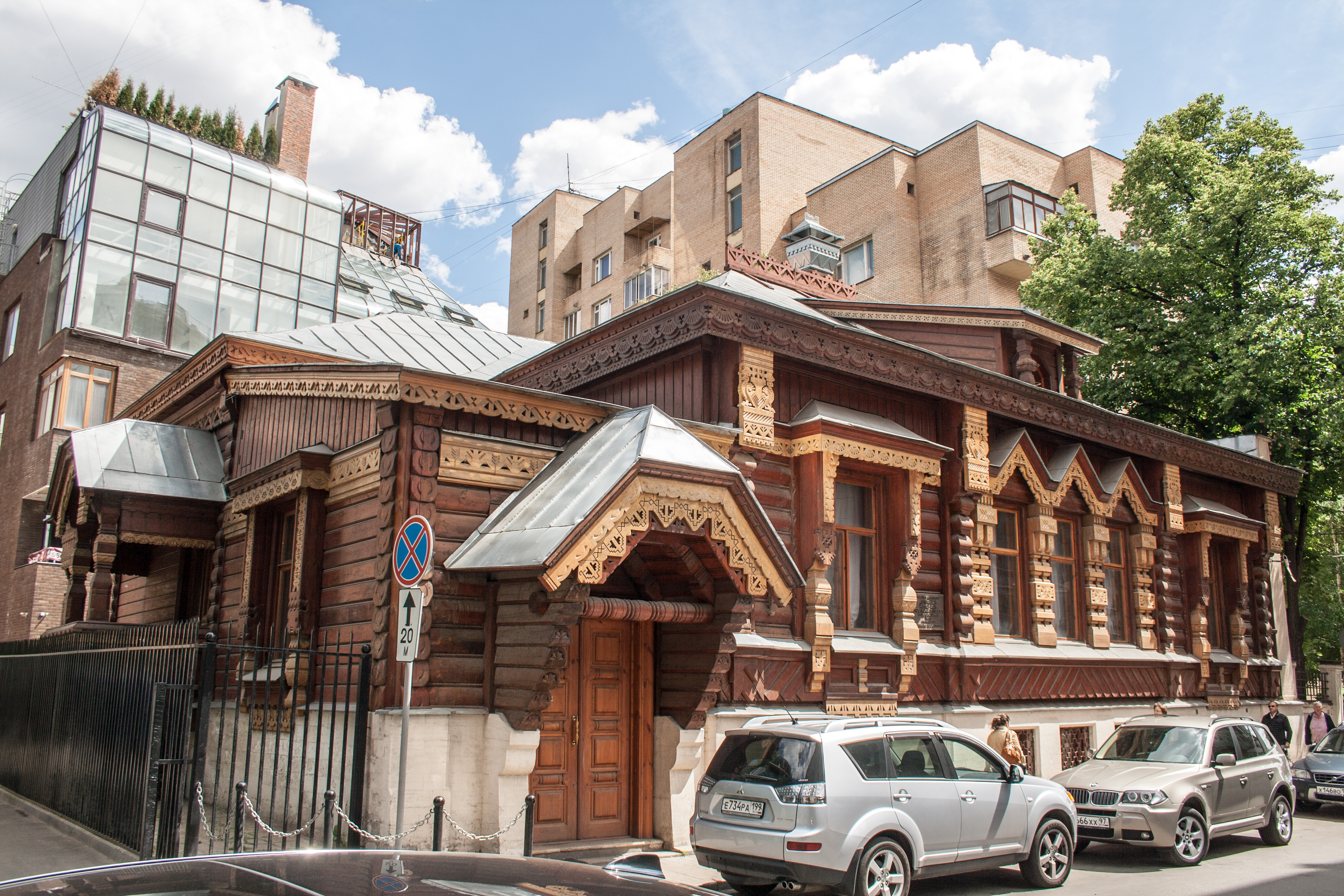
Дом Пороховщикова (1871—1872) архитектора А. Л. Гуна — при постройке был воспринят как манифест панславизма. Проект получил премию на Всемирной выставке в Вене
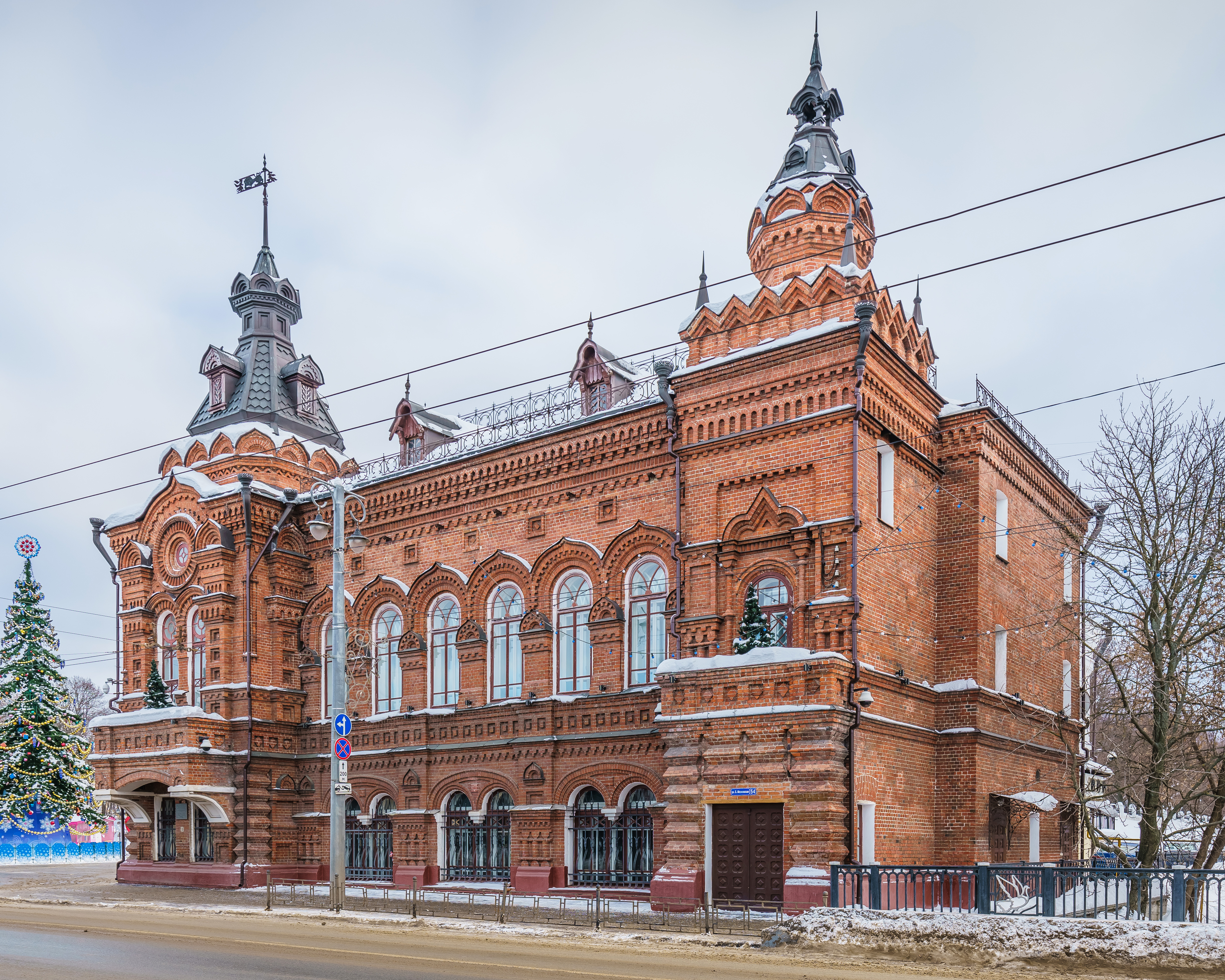
Здание городской думы Владимира (1906—1907)
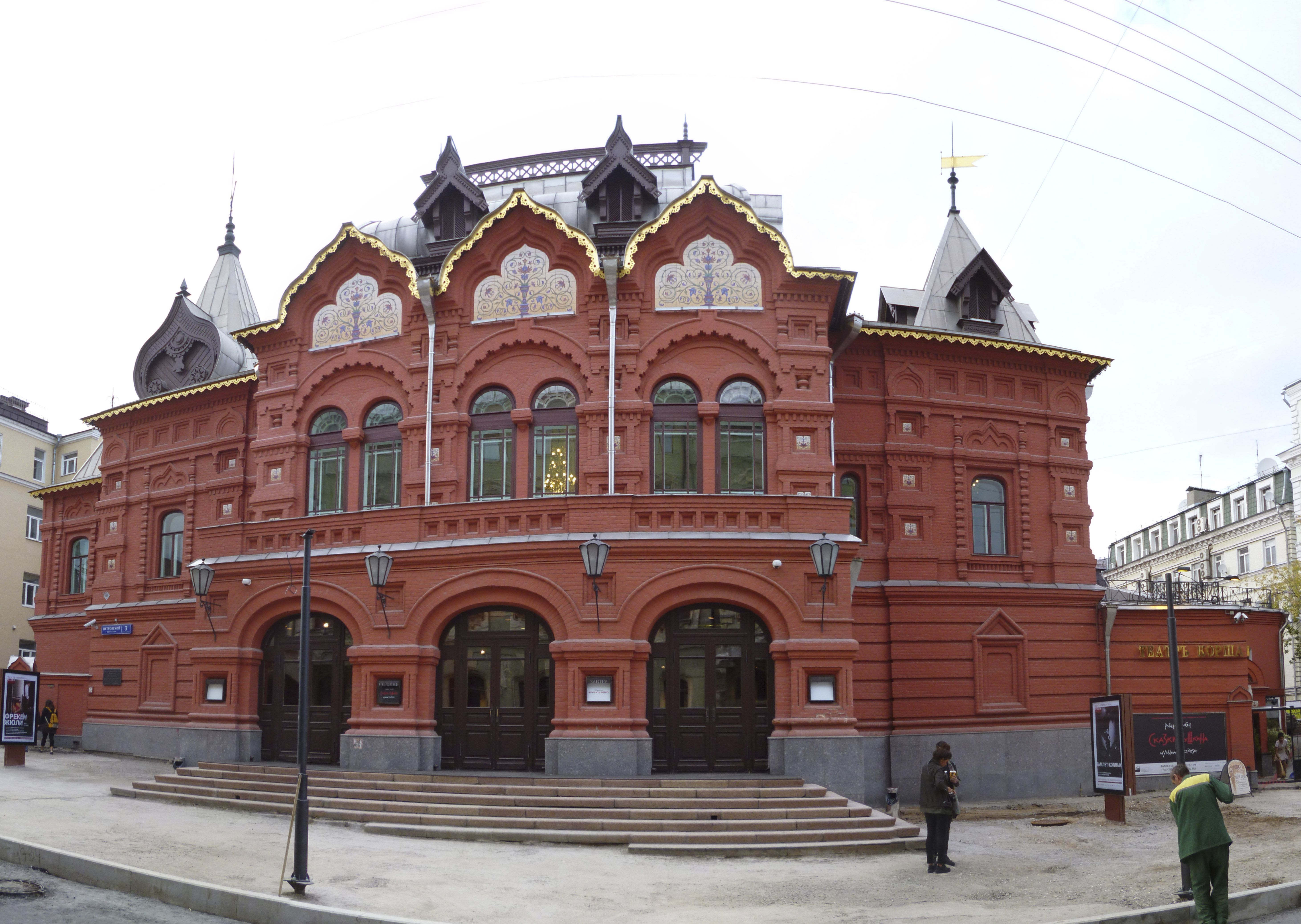
Здание театра Корша (1885) архитектора М. Н. Чичагова

### В начале XX века

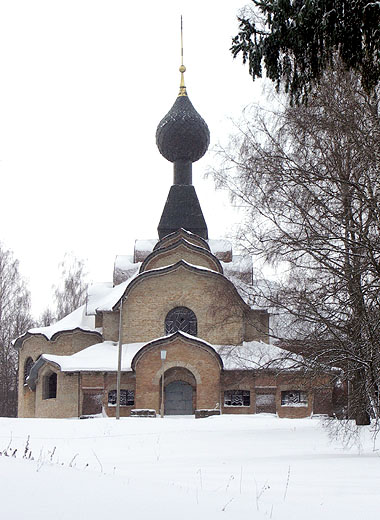
Храм Святого Духа (1900—1905) в Талашкине

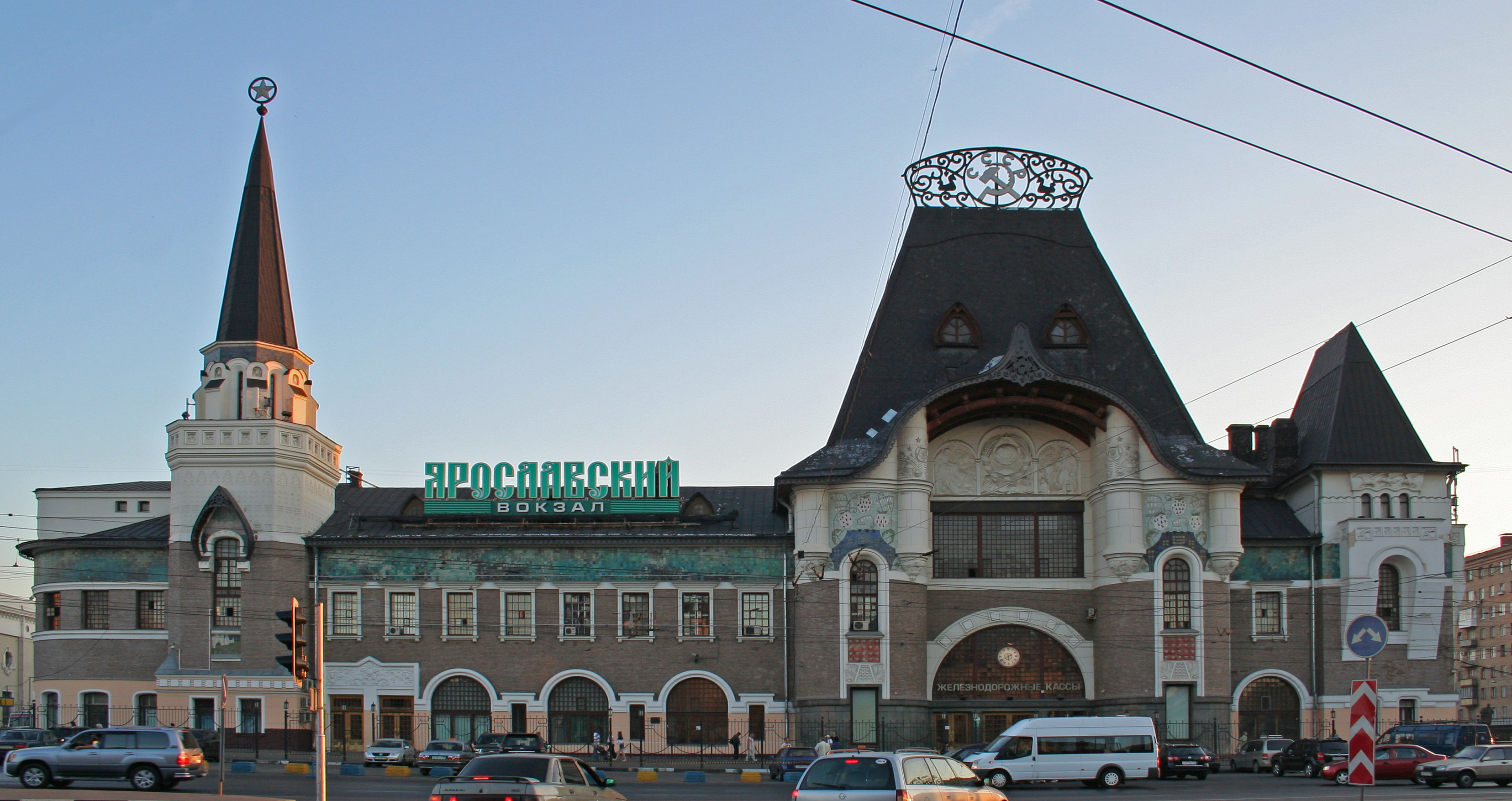
Фасад Ярославского вокзала в Москве по проекту Ф. О. Шехтеля — сочетание русской архитектуры с приёмами модерна

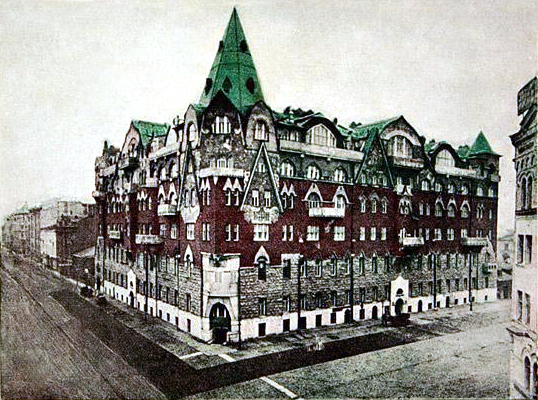
«Дом-сказка» архитектора А. А. Бернардацци в Санкт-Петербурге разрушен в ВОВ

В начале XX века получает развитие «неорусский стиль» (среди историков архитектуры нет единого мнения, следует ли выделять это ответвление русского стиля как самостоятельное). В поисках монументальной простоты архитекторы обратились к древним памятникам Новгорода и Пскова и к традициям зодчества русского Севера. На сооружениях этого направления иногда лежит отпечаток стилизации в духе северного модерна. В Санкт-Петербурге «неорусский стиль» нашёл применение главным образом в церковных постройках Владимира Александровича Покровского, Степана Кричинского, Андрея Петровича Аплаксина, Германа Гримма, хотя в этом же стиле строились и некоторые доходные дома (характерный пример — дом Купермана, построенный архитектором А. Л. Лишневским на Плуталовой улице). Для художественного оформления своих зданий использовал неорусский стиль Михаил Артынов, преимущественно работавший в Киеве (например, Лукьяновский народный дом, 1900—1902, Киев; Доходный дом Снежко и Хлебниковой, 1899—1901, Киев).
По эскизу С. В. Малютина 1903 года оформлен фасад здания музея «Русская старина» в Смоленске. Часто Малютин сообразно стилю оформлял интерьер мебелью с резьбой и росписями (дом Перцовой в Москве). По другому пути Сергей Малютин пошёл в создании храма Святого Духа в Талашкине. Он применил отдельные элементы строительной техники XI—XIII веков и конструкцию крестово-купольного храма, завершённого луковичной главой над ступенчатой горкой из килевидных кокошников. Фасад храма был богато декорирован.
Любопытным образцом неорусского стиля (с чертами модерна) является Церковь Спаса Нерукотворного Образа в Клязьме, построенная в честь 300-летия Романовых архитектором В. И. Мотылёвым в 1913—1916 годы по рисунку С. И. Вашкова (1879—1914) — ученика Васнецова.
Петербургское зодчество в стиле отмечено работою архитектора А. А. Бернардацци — доходный дом П. К. Кольцова (1909—1910) на углу Английского проспекта и Офицерской улицы (ныне ул. Декабристов), получивший народное название «Дом-сказка» (разрушен в ВОВ).
Широкую известность приобрели спроектированные Ф. О. Шехтелем русские павильоны на международной выставке в Глазго 1901 года. Также им разработан фасад Ярославского вокзала в Москве.
Историками архитектуры высказывалось мнение, что неорусский стиль стоит ближе к модерну, чем к историзму, и этим отличается от «русского стиля» в его традиционном понимании.

### Комментарии
1. ↑  Использование элементов и форм романской архитектуры в постройках русского стиля было достаточно распространённым явлением, поскольку в XIX веке являлось расхожим убеждение о непосредственной связи романской архитектуры и зодчества Владимиро-суздальской школы. Лев Даль, будучи европеистом, считал что истоки древнерусского искусства следует искать не в византийско-славянской культуре, а в западноевропейской. Архитектор пытался доказать родство исторического развития Средневековой Руси и средневековой Европы, обосновать общность древнерусского и романского зодчества[67].